# Линейные корабли типа «Айова»
Линейные корабли типа «Айо́ва» — тип линейных кораблей ВМС США. Всего построено 4 корабля: «Айова», «Нью-Джерси», «Миссури», «Висконсин»; планировалось построить ещё два корабля этого типа — «Иллинойс» и «Кентукки», но их строительство было отменено в связи с окончанием войны.
Линкоры типа «Айова» создавались как быстроходный вариант линкоров типа «Саут Дакота». Бронирование осталось практически без изменений. Для достижения скорости в 32,5 узла потребовалось усиление мощности силовой установки, что привело к росту водоизмещения на 10 000 т. Такой рост посчитали неадекватной ценой только за 6 дополнительных узлов скорости, поэтому было принято решение установить девять новых 50-калиберных 406-мм орудий. По проекту зенитное вооружение состояло из 28-мм «чикагских пианино», однако ещё при постройке эти зенитные орудия были заменены на многочисленные 40-мм и 20-мм автоматы.
Благодаря проектной скорости в 32,5 узла «Айовы» считаются самыми быстроходными линкорами. При этом дальность плавания составила внушительные 17 000 миль на скорости 15 узлов. Мореходность оценивалась как хорошая и превосходила таковую у предыдущих типов американских линкоров. В целом американцам удалось создать весьма сбалансированный линкор.
«Айовы» вступили в строй уже под конец Второй мировой войны и не приняли участия в артиллерийских боях с кораблями противника, в круг их задач вошли обстрелы береговых укреплений японских войск.
Благодаря мощному зенитному вооружению и высокой скорости они хорошо вписались в быстроходные авианосные соединения, играя роль ядра ордера ПВО; благодаря хорошей защищённости и наличию помещений для штаба «айовы» зачастую становились флагманами этих соединений.
Благодаря высокой боевой эффективности линкоры типа «Айова» оставались на службе более 50 лет и стали последними выведенными из состава флота линкорами в мире. Если линкоры типов «Норт Кэролайн» и «Саут Дакота» были выведены в резерв сразу после окончания Второй мировой войны, то «айовам» довелось участвовать во всех крупных вооружённых конфликтах, в которых использовался флот США. «Айовы» участвовали в войнах в Корее и во Вьетнаме.
В 1980-е годы линкоры прошли капитальную модернизацию, получив на вооружение крылатые ракеты «Томагавк», противокорабельные ракеты «Гарпун», автоматизированные зенитные артиллерийские комплексы «Вулкан Mk.15». После этого они приняли участие в ряде локальных конфликтов — в гражданской войне в Ливане и войне в Персидском заливе.
Вместе с тем линкоры оказались дорогими в эксплуатации. В начале 1990-х годов они были выведены в резерв, однако Конгресс США вынудил ВМС вернуть в строй 2 из 4 кораблей. После длительных дебатов об отставке линкоров США все 4 корабля были исключены из регистра военно-морских судов и сохранены в качестве кораблей-музеев (последней в музей была передана «Айова» в 2012 году).

## История проектирования
К концу 1937 года американцы завершили проектирование и заказали два линкора типа «Норт Кэролайн» и четыре типа «Саут Дакота», спроектированные с учётом ограничений, наложенных Лондонским морским договором 1930 года, — с водоизмещением в 35 000 дл. т и вооружением из девяти 406-мм 45-калиберных орудий. Первоначально линкоры типа «Норт Кэролайн» имели вооружение из 356-мм орудий в соответствии со вторым лондонским соглашением. Но договор не ратифицировала Япония. К началу 1938 года стало окончательно ясно, что Япония его не подпишет. На этот случай в договоре предусматривался возврат к условиям договора 1930 года — «эскалация» ограничений до 406-мм по орудиям. Поэтому два линкора типа «Норт Кэролайн» были достроены с 406-мм орудиями, возможность чего закладывалась в исходном проекте. Кроме того, 30 июня 1938 года Великобритания, США и Франция подписали протокол об изменениях ко второму Лондонском договору, в котором максимальное стандартное водоизмещение линкора ограничивалось уже 45 000 дл. т (45 720 метрических тонн). С ноября 1937 года начали поступать сведения о том, что Япония построит три линейных корабля с вооружением из 406-мм орудий и водоизмещением порядка 46 000 т. Поступали сведения и о том, что последующие японские линкоры могут получить вооружение из 457-мм орудий. Было очевидно, что грамотно спроектированный 45-тысячетонный линкор будет мощнее 35-тысячетонного.
На тот момент Япония уже обладала четырьмя быстроходными линкорами типа «Конго». Для борьбы с ними Генеральный совет ВМС США хотел иметь быстроходный линкор и ещё на этапе проектирования типа «Норт Кэролайн» отдавал предпочтение проекту «Схема XVA», который должен был развивать скорость в 33 узла. Такой линкор был бы оптимален и для действий совместно с авианосными соединениями. На основании этих соображений при проектировании линкора программы 1939 года (будущий тип «Айова») в начале 1938 года отделом предварительного проектирования были созданы два набора проектов. В первом наборе рассматривались несколько вариантов 27-узловых очень хорошо забронированных и хорошо вооружённых линкоров, в том числе с вооружением из 457-мм орудий. В качестве альтернативы рассматривались «убийцы крейсеров» — «35-узловые» линкоры с вооружением из 406-мм орудий. Основной их задачей была охота за многочисленными японскими крейсерами, и потому защита рассчитывалась только на противодействие 203-мм снарядам. Оба набора вариантов значительно превышали лимит водоизмещения в 45 000 т, достигая 50 000 т. В то время в Конгрессе США преобладали изоляционистские и пацифистские настроения, так что «протолкнуть» через него линкор с таким водоизмещением было бы сложно.
В сложившейся ситуации начальник отдела предварительного проектирования Чантри в январе 1938 года счёл за благо заказать разработку трёх проектов более умеренного «быстроходного» линкора. Такой линкор должен был иметь защиту от 406-мм снарядов и скорость в 32,5 узла. Вооружение одного проекта состояло из девяти, а у остальных — из двенадцати 406-мм орудий. Но даже в этом случае водоизмещение всех «умеренных» проектов также значительно превышало 45 000 т.
В феврале 1938 года возникла идея сделать «быстроходный» вариант «Саут Дакоты». Предварительные расчёты показали, что за счёт увеличения длины до 244 м и применения энергетической установки (ЭУ) мощностью 220 000 л. с. можно получить линкор водоизмещением 39 300 т, способный развить скорость 33 узла. На совещании Совета флота 10 марта 1938 года именно это вариант 33-узловой «Саут Дакоты» (проект «Схема В») и был принят в дальнейшую разработку. Ожидалось, что можно будет уложиться в водоизмещение около 40 000 т.
Более детальная разработка была проведена в марте 1938 года. Разработчики посчитали необходимым улучшить мореходные качества, для чего нужно было поднять высоту надводного борта как в носу, так и на миделе. Эти изменения неизбежно влекли рост массы корпуса и энергетической установки и в итоге вылились в рост водоизмещения до 43 000 т. Оно всё ещё было меньше приемлемой для Совета флота цифры в 45 000 т, однако Совет счёл слишком большой платой рост водоизмещения на 10 000 т в обмен на достижение дополнительных 6 узлов скорости. В то же время на складах имелись 406-мм 50-калиберные орудия Mk.2, произведённые для отмененных в постройке дредноутов 1922 года. Они были значительно мощнее 45-калиберных 406-мм орудий и по баллистическим характеристикам приближались к предложенным 457-мм орудиям. Поэтому 14 апреля 1938 года было принято решение вооружить «33-узловой линкор» более мощными орудиями. В марте 1938 года расчёты давали корабль со стандартным водоизмещением в 43—45 тыс. тонн и полным водоизмещением в 53 600 т. При размерениях 268 × 32,9 × 10 м требовалась мощность в 230 000 л. с. Энергетическая установка с восемью котлами размещалась в четырёх отделениях двумя группами по 19,5 м длиной. В апреле 1938 года вместе с переходом на 50-калиберные 406-мм орудия Генеральный совет дал разрешение на использование более глубокосидящего корпуса. Это дало возможность уменьшить ширину корпуса и за счёт более оптимального соотношения ширина/длина уменьшило требуемую мощность механизмов до 200 000 л. с.
В конструкции корпуса линкора были применены бульб и скеги. Скеговые кили установили на внешних винтах, как на «Норт Кэролайн», так как иначе не вписывались необходимые винты большего диаметра. Параллельно шла разработка и 12-орудийного 27-узлового линкора. 16 апреля 1938 года эти проекты были рассмотрены на заседании Генерального совета. Предпочтение было отдано 33-узловому варианту, а разработка «медленного» линкора в дальнейшем закончилась созданием проекта линкоров типа «Монтана». Однако всё ещё существовала проблема веса. Только сами 50-калиберные орудия давали дополнительно 400 т к водоизмещению. При этом они также требовали увеличения диаметра барбета с 11,35 м до 11,99 м, что давало суммарно дополнительно 1600 т на установках и броне барбетов, плюс ещё 400 т потребовалось бы для усиления корпуса. В итоге если проект 16В с 45-калиберными орудиями имел водоизмещение 44 682 т, то для 50-калиберного варианта водоизмещение достигло бы уже 46 551 т.
Бюро вооружений пообещало создать новые облегчённые установки и вписать их в барбет диаметром 11,35 м. По расчётам это дало бы суммарную экономию в 785 т. Ещё 435 т конструкторы изыскали за счёт других резервов. Была уменьшена толщина подводного пояса, на полдюйма (12,7 мм) — толщина противоосколочной защиты и толщина траверзных переборок. Водоизмещение в итоге уменьшилось до 44 559 т, и 2 июня 1938 года это проект был представлен Генеральному совету. Он был одобрен, после чего началась разработка детальных чертежей. Однако в ноябре того же года, когда работа над чертежами уже подходила к концу, чуть было не разразился скандал. Оказалось, что Бюро вооружений не может выполнить свои обещания. Барбет разработанных им новых установок имел диаметр 11,89 м, а экономия веса могла быть достигнута только за счёт отказа от ряда нововведений, применённых на 45-калиберных башнях. Разработчики отдела конструирования заявили, что не смогут вписать эти установки в свой проект и что потребуется его значительная переработка. В этом случае, согласно предварительным расчётам, водоизмещение превысило бы 45 155 т, что Генеральный совет считал недопустимым. Рассматривался даже вариант возврата к 45-калиберным орудиям. По счастью, Бюро вооружений «вспомнило» о проведении ими инициативной разработки нового 50-калиберного орудия, будущего Mk.7. Это орудие было легче и меньше орудий Mk.2, и его можно было вписать в необходимые габариты. Этот вариант вооружения и пошёл в дальнейшую работу. Детальные чертежи линкора и орудий с башнями были закончены к концу 1938 года.
17 мая 1939 года Конгресс США одобрил строительство первых двух линкоров нового типа (ВВ-61 «Айова» и ВВ-62 «Нью-Джерси»). 1 июля был заключен контракт с верфями ВМФ в Нью-Йорке и Филадельфии. 6 июля 1940 года Конгресс утвердил строительство второй пары линкоров — ВВ-63 «Миссури» и ВВ-64 «Висконсин». Заказы были выданы 12 июня 1940 года тем же верфям. Сразу после капитуляции Франции Конгресс утвердил новую кораблестроительную программу по созданию «флота двух океанов» («Two Ocean Navy Act»). В рамках этой программы 9 сентября 1940 года были выданы заказы на ещё два линкора типа «Айова» — ВВ-65 «Иллинойс» и ВВ-66 «Кентукки».

## Конструкция

### Корпус
| Характеристики корпуса линкоров типа «Айова»       | Характеристики корпуса линкоров типа «Айова» | Характеристики корпуса линкоров типа «Айова» | Характеристики корпуса линкоров типа «Айова» | Характеристики корпуса линкоров типа «Айова» | Характеристики корпуса линкоров типа «Айова» | Характеристики корпуса линкоров типа «Айова» | Характеристики корпуса линкоров типа «Айова» |
|                                                    | Проект (1943 год)                            | «Айова»                                      | «Нью Джерси»                                 | «Миссури»                                    | «Висконсин»                                  | «Иллинойс»                                   | «Кентукки»                                   |
| -------------------------------------------------- | -------------------------------------------- | -------------------------------------------- | -------------------------------------------- | -------------------------------------------- | -------------------------------------------- | -------------------------------------------- | -------------------------------------------- |
| Длина наибольшая, м                                | 270,4                                        | 270,4                                        | 270,5                                        | 270,4                                        | 270,4                                        | 270,4                                        | 270,4                                        |
| Длина по ватерлинии, м                             | 262,1                                        | 262,0                                        | 262,1                                        | 262,1                                        | 262,1                                        | 262,1                                        | 262,1                                        |
| ширина по ВЛ, м                                    | 32,97                                        | 32,97                                        | 32,95                                        | 32,97                                        | 32,97                                        | 32,97                                        | 32,97                                        |
| Осадка проектная                                   | 10,60                                        | 10,60                                        | 10,60                                        | 10,60                                        | 10,60                                        | 10,60                                        | 10,60                                        |
| Осадка при полном водоизм. 1945 год                |                                              | 11,51                                        | 11,58                                        | 11,51                                        | 11,58                                        | 10,92                                        | 10,92                                        |
| Осадка при полном водоизм. 1988 год                |                                              | 11,50                                        | 11,50                                        | 11,50                                        | 11,50                                        |                                              |                                              |
| Водоизмещение, длинных тонн                        |                                              |                                              |                                              |                                              |                                              |                                              |                                              |
| Проектное (нормальное)                             | 53 900                                       | 54 899                                       | 54 899                                       | 54 899                                       | 54 899                                       | 54 899                                       | 54 899                                       |
| Стандартное, 1945 год                              | 45 000                                       | 45 000                                       | 45 000                                       | 45 000                                       | 45 000                                       | 45 000                                       | 45 000                                       |
| Полное, 1945 год                                   | 56 270                                       | 57 540                                       | 57 216                                       | 57 540                                       | 57 216                                       | 55 250                                       | 55 250                                       |
| Полное, 1988 год                                   |                                              | 57 500                                       | 57 500                                       | 57 500                                       | 57 500                                       |                                              |                                              |
| Водоизмещение, метрических тонн                    |                                              |                                              |                                              |                                              |                                              |                                              |                                              |
| Проектное (нормальное)                             | 54 765                                       | 55 780                                       | 55 780                                       | 55 780                                       | 55 780                                       | 55 780                                       | 55 780                                       |
| Стандартное, 1945 год                              | 45 722                                       | 45 722                                       | 45 722                                       | 45 722                                       | 45 722                                       | 45 722                                       | 45 722                                       |
| Полное, 1945 год                                   | 57 173                                       | 58 463                                       | 58 134                                       | 58 463                                       | 58 134                                       | 56 137                                       | 56 137                                       |
| Полное, 1988 год                                   | —                                            | 58 423                                       | 58 423                                       | 58 423                                       | 58 423                                       | —                                            | —                                            |
| Рост водоизмещения при изменении осадки на 1 см, т |                                              | 61,6                                         | 61,6                                         | 61,6                                         | 61,6                                         | 61,6                                         | 61,6                                         |

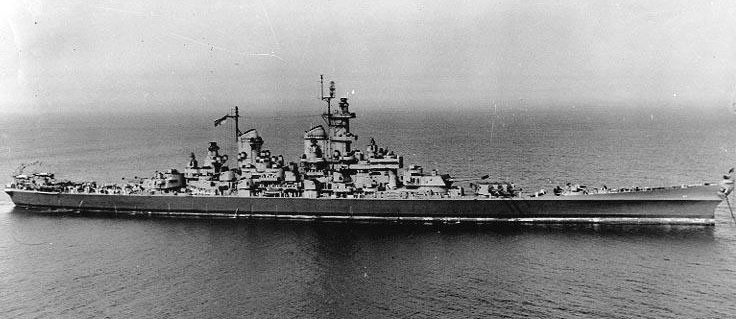
Внешний вид линкора «Висконсин» в 1944 году

Поначалу «Айова» рассматривалась как быстроходный вариант «Саут Дакоты». Предполагалось, что корпус и общая компоновка обоих линкоров будут аналогичны, однако уже предварительные расчёты показали, что для повышения скорости на 5—6 узлов потребуется удлинить корпус на 63 м и повысить мощность механизмов на 82 000 л. с. Стало очевидно, что это потребует кардинального изменения компоновки машинно-котельных отделений.
С учётом необходимости прохождения Панамского канала ширина корпуса была изначально ограничена. Поэтому «Айова» получила сильно удлинённую носовую часть с подъёмом к форштевню и ярко выраженным бульбом. В кормовой части, как и на предыдущих линкорах, были использованы скеги. Это позволило получить более полные обводы в корме. Проектировщики вернулись к схеме, использованной на «Норт Кэролайн», — в скеги были зашиты внутренние валы. Такое расположение повышало эффективность работы рулей, стоявших за скегами. Сами скеги были не вертикальными, а располагались под наклоном. Как и на «Саут Дакоте», мидель имел довольно высокий коэффициент полноты — 0,996. Коэффициент общей полноты корпуса при этом составлял 0,593, коэффициент полноты площади ватерлинии — 0,69; призматический коэффициент — 0,596.
Линкор оснащался двумя параллельными полубалансирными рулями площадью по 31,6 м². Рули располагались чуть ближе к диаметральной плоскости, чем оси внутренних гребных валов. Такая схема родилась в результате многочисленных опытов в опытовом бассейне и считалась оптимальной, так как рули обладали высокой эффективностью, и обтекающий их поток не был подвержен кавитации.
Несмотря на длинный корпус, диаметр тактической циркуляции составил 744 м на скорости в 30 узлов. Мореходность оценивалась высоко, и, несмотря на неоднократно выдержанные жестокие штормы, прочность корпуса не вызывала нареканий. Правда, к концу службы, в 1980-х годах, линкоры начали критиковать за неудовлетворительную всходимость на волну, но эта оценка делалась уже по сравнению с новейшими высокобортными кораблями с надстройками, изготовленными из лёгких сплавов. Сами американцы считали, что добились хороших результатов, так как мореходность линкора и устойчивость его как орудийной платформы были на высоком уровне.
Верхняя палуба и две палубы под ней шли по всей длине корпуса. Следующие ниже 1-я, 2-я и 3-я палубы платформы прерывались в районе машинно-котельных отделений. Набор корпуса выполнялся по продольной схеме со шпацией, равной 1,22 м. Главными поперечными переборками корпус делился на 32 водонепроницаемых отсека. Тройное дно занимало большую часть длины корпуса — с 36-го по 173-й шпангоут. Наряду с клёпкой широко применялась сварка. Надводная часть корпуса и надстройки изготавливались из стали марки STS. В подводной части корпуса широко применялась сталь высокого напряжения — HTS (high-tensile steel). Наружный борт изготавливался из стали STS. Верхняя часть борта имела толщину 16 мм. В районе ватерлинии её толщина составляла 37 мм. Подводная часть борта изготавливалась из листов толщиной 16 мм, а толщина обшивки днища колебалась от 19 до 28,5 мм. Внутренние переборки изготавливались, как правило, из 16-мм стали STS.
Экипаж и обитаемость
По проекту экипаж линкора насчитывал 1921 человека, в том числе 117 офицеров. Количество зенитных автоматов, радаров и прочего электронного оборудования увеличилось по сравнению с проектом, поэтому численность экипажа значительно выросла. Так, в 1945 году экипаж «Айовы» составлял 2788 человек (в том числе 151 офицер), «Нью-Джерси» — 2753 (161), «Миссури» — 2978 (189), «Висконсина» — 2911 (173). После войны численность экипажей уменьшилась, особенно за счёт сокращения обслуги демонтированных 20-мм автоматов, но всё равно оставалась больше проектной. В 1949 году на «Нью-Джерси» экипаж составлял 2788 человек, в том числе 234 офицера. На остальных кораблях экипаж составлял от 2406 до 2672 человек. Превышение проектной численности экипажа сказалось на условиях обитаемости. По американским меркам скученность в кубриках и кают-компаниях считалась высокой. Тем не менее, уровень комфорта, качество питания и бытового обслуживания были выше, чем на линкорах других стран.

### Бронирование
Броневая защита «Айовы» практически без изменений повторяла схему защиты «Саут Дакоты». Главный броневой пояс высотой 3,2 м располагался между второй и третьей палубами, простираясь с 50-го по 166-й шпангоут. Бронирование пояса было набрано из плит цементированной брони «класса А» толщиной 307 мм. Пояс был выполнен внутренним и установлен с наклоном в 19° наружу, что увеличивало его стойкость: к примеру, пояс + внешний борт при условии горизонтальной траектории снаряда считались эквивалентными вертикальному 343-мм поясу «стандартных линкоров». При наклонной траектории падения снаряда эквивалентная толщина возрастала ещё больше. Цитадель «Айовы» оказалась самой короткой среди американских линкоров по отношению к длине корабля — всего 53,8 %, так же она была короче, чем у всех иностранных линкоров, кроме «Ямато».
Плиты главного пояса в основном имели длину 9,1 м и высоту 3,2 м. Пояс одного борта был набран из 16 бронеплит. Плиты крепились броневыми болтами к рубашке из 22-мм стали STS. Крепление рассчитывалось таким образом, чтобы один болт приходился на площадь в 5 квадратных футов (0,46 м²). Плита устанавливалась таким образом, чтобы между ней и рубашкой оставался зазор около 50 мм. После установки брони в этот зазор заливался бетон, игравший роль подкладки.
Главный броневой пояс продолжался вниз к тройному дну нижним поясом. Это пояс изготавливался из гомогенной брони «класса B» и простирался на бо́льшую длину — с 50 по 189-й шпангоут. В верхней части пояс имел толщину 307 мм, а затем клином сужался до 41 мм у дна. Общая его высота составляла 8,53 м. Нижний пояс одновременно выполнял две функции: защиты от поднырнувших снарядов и противоторпедной переборки.
Плиты нижнего пояса имели ширину 3,05 м и высоту в средней части корпуса 8,53 м. В корме высота уменьшалась — в районе 166-го шпангоута она составляла 5,19 м, а по 189-му шпангоуту — 4,69 м. Нижний пояс одного борта состоял из 56 плит. Между собой плиты главного и нижнего поясов скреплялись с помощью продольных шпонок.
В носовой оконечности броневой пояс замыкался траверзной переборкой, шедшей от броневой (второй) палубы до третьего дна. Он изготавливался из брони «класса А». На первых двух кораблях — «Айове» и «Нью Джерси» — он имел толщину 287 мм в верхней части и 216 мм в нижней. Это посчитали недостаточным, и на следующих четырёх кораблях, начиная с «Миссури», толщина траверза была увеличена. На «Миссури» и «Висконсине» траверз имел толщину 368 мм в верхней части и 297 мм в нижней. Кормовой траверз шёл над броневым «ящиком» рулевого привода только на высоте между второй и третьей палубами. Он также изготавливался из брони «класса А» и на первых двух линкорах имел толщину 287 мм, а на последующих — 368 мм.
Горизонтальная защита по толщине брони и её распределению между палубами практически полностью повторяла таковую на «Саут Дакоте». Главная броневая палуба (вторая) шла по верхнему краю броневого пояса с 50-го по 166-й шпангоут. Существенным отличием являлось то, что на «Айове» она была жёстко скреплена с подкладкой и включена в силовой набор корпуса и обеспечивала его продольную прочность. Основная часть броневой палубы изготавливалась из плит брони «класса В» толщиной 121 мм. У борта плиты имели толщину 147 мм. Плиты укладывались на палубу из 32-мм STS с креплением заклёпками и электросваркой. Таким образом, суммарная толщина броневой палубы составляла 179 мм у борта и 153 мм по диаметральной плоскости. За пределами цитадели, с 34-го по 50-й и со 166-го по 181-й шпангоут, вторая палуба изготавливалась из листов стали STS толщиной от 19 до 32 мм.
С 79-го по 156-й шпангоут, между барбетами второй и третьей башен, располагалась противоосколочная палуба толщиной 16 мм. Конструктивно это была не палуба, а, скорее, экран, прикреплённый к нижним кромкам бимсов главной броневой палубы. Пространство между противоосколочной и броневой палубами ничем не занималось и было пустым. Верхняя палуба со шпангоута 41,5 по 172-й имела толщину 37 мм STS. По замыслу конструкторов её основным предназначением было взведение взрывателей бомб и снарядов и разрушение бронебойного колпачка бронебойного снаряда. Поэтому она также имела название «противобомбовая» (англ. bomb deck). Третья нижняя палуба с 82,5 по 151-й шпангоут имела толщину от 13 до 16 мм. Она утолщалась до 25 мм в районе погребов орудий главного калибра — с 50-го по 82,5 шпангоут и со 151-го по 166-й шпангоут. Суммарная толщина горизонтального бронирования на большей части цитадели составляла 222 мм.
Кроме цитадели, сильное бронирование получил и рулевой привод, находившийся в корме. С боков его защищали 343-мм плиты брони «класса А». Сверху на 19-мм подкладку STS были наложены плиты брони «класса В» толщиной от 142 до 157 мм.
Традиционно для американцев чрезвычайно мощным было бронирование артиллерии главного калибра. Лобовые плиты брони «класса В» толщиной 432 мм были установлены под углом 36° к вертикали и уложены на рубашку из 63-мм стали STS. По расчётам такое бронирование давало эквивалент 476-мм монолитной броневой плиты. Борта башни и задняя её стенка изготавливались из брони «класса А». Боковые стенки толщиной 241 мм укладывались на рубашку в 19 мм, задняя стенка имела толщину 305 мм. Крыша башни из брони «класса В» имела толщину 184 мм. Плиты брони были крупногабаритными — всего на каждой башне было установлено 11 бронеплит.
Барбеты башен изготавливались из брони «класса А» и был набраны из сегментов разной толщины. Наиболее уязвимые боковые стенки имели толщину 439,5 мм, уменьшаясь в толщине к диаметральной плоскости до 295 мм. Ниже главной броневой палубы барбеты имели толщину всего 38—76 мм. Боевая рубка имела эллиптическую форму и изготавливалась из брони «класса В». На «Айове» она имела три яруса, а на остальных кораблях серии делилась на два яруса за счёт отказа от флагманского командного поста. Стенки рубки имели толщину 440 мм, крыша — 184 мм, пол — 102 мм на 25-мм подкладке. Коммуникационная труба от боевой рубки до главной броневой палубы изготавливалась из брони «класса В» толщиной 406 мм. Ряд боевых постов на надстройках также имел противоосколочную защиту из стали STS толщиной 38—64 мм. Суммарный вес брони на «Айове» без вращающихся частей башен составлял 17 708 т или 39,2 % от стандартного водоизмещения. Для линкора «Нью-Джерси» на 1943 год приводятся данные о весе бронирования в 19 311 т.

### Конструктивная подводная защита
Схема конструктивной подводной защиты (КПЗ) также была унаследована от проекта «Саут Дакоты». КПЗ рассчитывалась на противостояние взрыву торпеды или мины с боевой частью, эквивалентной 700 фунтам (317 кг) ТНТ. Эта величина была результатом провала американской разведки, в середине 30-х, в получении истинных данных японских торпед и игнорировании развития смесевых взрывчатых веществ. КПЗ простиралась от передней стенки носового погреба главного калибра до задней стенки погреба кормовой башни — с 50-го по 166-й шпангоут.
Конструктивно подводная защита состояла из внешней обшивки борта и четырёх продольных переборок, ограничивающих четыре полости. Первой шла обшивка борта толщиной 37 мм, за ней располагались переборки толщиной 16 мм из высокопрочной стали HTS. Обе полости играли роль камеры поглощения — их задачей было рассеяние энергии взрыва. Полости были заполнены жидкостью — топливом или забортной водой. Следующий отсек оставался пустым, чтобы на главную противоторпедную переборку не передавался гидравлический удар от отсека поглощения. Далее шла главная противоторпедная переборка (ПТП), она же — внутренний броневой пояс. Как упоминалось в разделе Бронирование, ПТП, изготовленная из стали STS, простиралась от нижнего края главного броневого пояса до тройного дна. В поперечном сечении ПТП клиноподобно сужалась от 307 до 41 мм. За ПТП находился пустой фильтрационный отсек, задачей которого была локализация возможных протечек ПТП. Фильтрационный отсек замыкался 16-мм переборкой из стали STS.
В целом система противоторпедной защиты была достаточно рациональной, однако обладала изъяном, который не был выявлен на этапе проектирования. С точки зрения противостояния подводному взрыву оптимальная конструкция ПТП — переборка из упругой стали из сплошного листа с закреплением только по нижнему и верхнему краю. С этой точки зрения жёсткий броневой пояс работал хуже, и по результатам испытаний в 1939 году на Филадельфийской верфи ВМС было признано, что конструкция ПТЗ, изготовленная по схеме, применявшейся на «Норт Кэролайн», более эффективна.
Ещё одна проблема заключалась в недооценке ТТХ торпед противника. Боевая часть японской 610-мм торпеды «Тип 93» несла 490 кг взрывчатого вещества, а у появившейся в 1943 году торпеды «Тип 93 мод.3» вес ВВ составлял уже 780 кг, что более чем вдвое превышало количество взрывчатки, на которое рассчитывалась ПТЗ «Айовы». Поэтому на пятом и шестом кораблях серии — «Иллинойсе» и «Кентукки» — ПТЗ была усилена путём увеличения толщин переборок и модифицирования ряда узлов. Расчётная эффективность подводной защиты возросла на 20 %, хотя и этого значения было недостаточно, так что подводная защита была одним из слабых мест нового американского линкора.

### Энергетическая установка
Для достижения проектной скорости в 32,5 узла мощность главной энергетической установки повысили со 130 000 до 212 000 л. с. Удельный вес силовой установки снизился на 19 % — с 24,89 кг/л. с. до 20,96 кг/л. с. — за счёт внедрения более высоких параметров пара и внесения ряда усовершенствований.
Силовая установка была четырёхвальной, каждый вал вращался собственным главным турбозубчатым агрегатом (ГТЗА), который размещался в индивидуальном машинном отделении. Штатно каждый из четырёх ГТЗА снабжался паром от своего котельного отделения. Всего в котельных отделениях стояло восемь паровых котлов — по два в каждом. Схема расположения машинных и котельных отделений — эшелонная. Каждое отделение занимало всю ширину корпуса, котельные отделения (КО) чередовались с машинными (МО) — сначала КО № 1, потом МО № 1, за ними КО № 2 и т. д. Отделения были собраны в две группы — носовую (КО № 1, МО № 1, КО № 2 и МО № 2) и кормовую (КО № 3, МО № 3, КО № 4 и МО № 4). ГТЗА каждой группы могли снабжаться паром от любого котельного отделения своей группы. Переброска пара между кормовой и носовой группами не предусматривалась.
В комплект турбин входили одна турбина высокого давления (ТВД), одна турбина низкого давления (ТНД) и двухступенчатый редуктор. В корпусе ТНД, на одном валу с ней, с обеих сторон стояли ступени обратного хода. Для достижения проектной скорости в 33 узла частота вращения валов должна была составлять 202 об/мин. На таком режиме мощность ТВД составляла 24 400 л. с. при 4905 об/мин, а ТНД — 28 600 л. с. при 3913 об/мин. Суммарная мощность одного агрегата составляла 53 000 л. с., что давало общую мощность энергетической установки в 212 000 л. с. Предусматривалась возможность краткосрочной форсировки турбин на 20 % до 254 000 л. с. Для «Айовы», «Миссури» и «Кентукки» ГТЗА изготавливались фирмой «Дженерал Электрик», для трёх остальных — «Вестингхауз».
Так как частота вращения турбин отличалась, каждая была связана со своей шестернёй в редукторе. Передаточные числа составляли 24,284:1 и 19,369:1 для ТВД и ТНД соответственно. Импульсная турбина высокого давления состояла из двух ступеней — первая имела два ряда лопаток, вторая 11. Турбина низкого давления реактивного типа состояла из шести рядов лопастей, пар к которым подавался с двух направлений. Каждая из импульсных ступеней заднего хода состояла из трёх рядов лопаток. При суммарной мощности обеих ступеней заднего хода в 11 000 л. с. они имели частоту вращения в 2375 об/мин, что давало 123 об/мин на валах.
Паровые котлы «Бабкок и Уилкокс», двухтопочные, трёхколлекторные. Проектное рабочее давление 634 psi (44,57 кг/см²). Эксплуатационное давление 565 psi (39,7 кг/см²). Каждый котёл оснащался встроенным пароперегревателем с отдельной топкой, экономайзером и нагнетателями и имел девять форсунок для впрыска нефти, из них четыре находились в пароперегревателе. Температура перегретого пара 850 °F (454 °С).

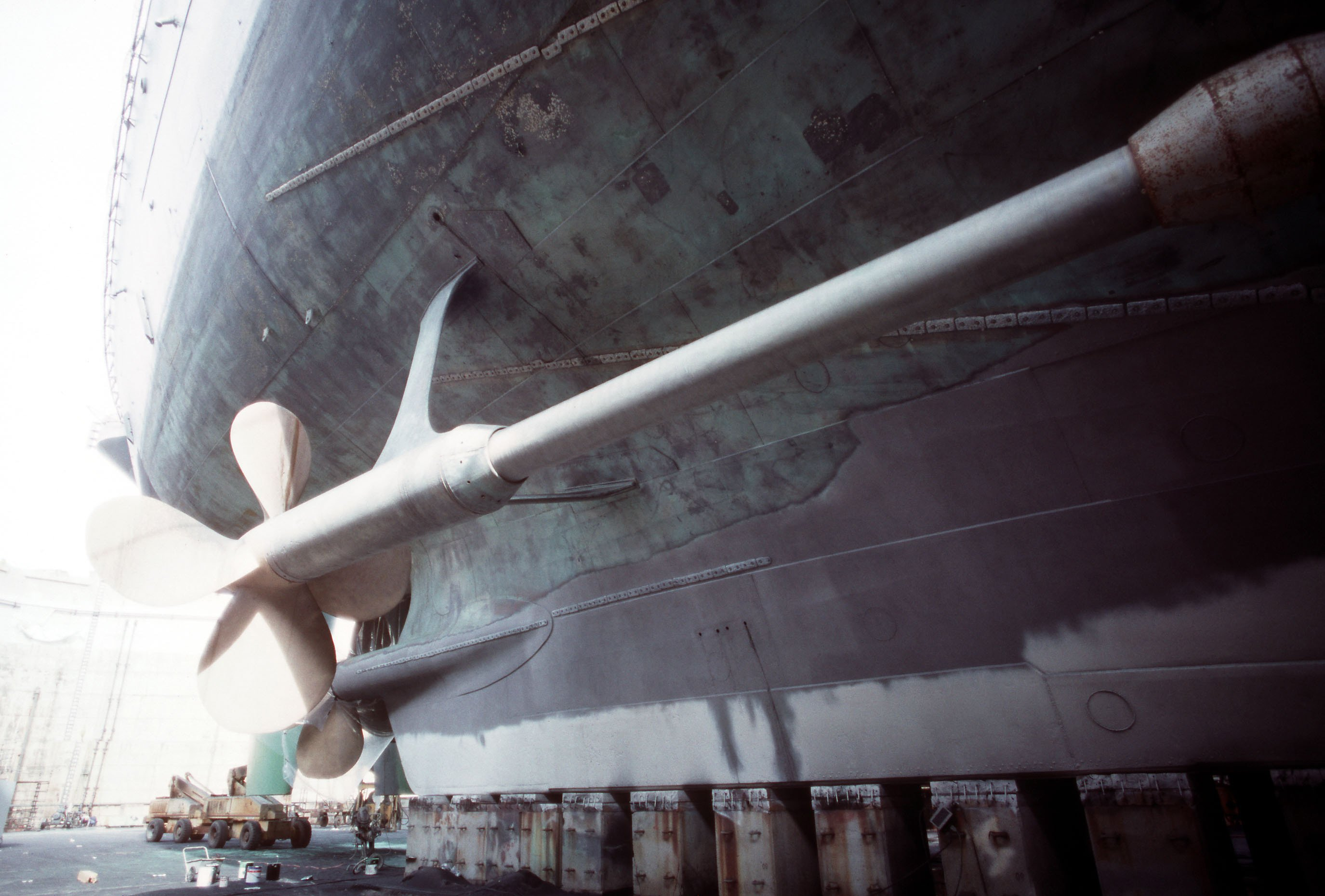
Линкор «Миссури» в доке. Вид на гребные винты правого борта. Можно рассмотреть скег, в котором идёт вал внутреннего винта

Длина гребных валов составляла 54,6 и 103,7 м. Два внутренних гребных винта диаметром 5,18 м были пятилопастными, два внешних диаметром 5,56 м — четырёхлопастными. Частота вращения винтов на полном ходу составляла 202 об/мин.
Данные о скорости «айов» достаточно противоречивы. Так, их проектная скорость составляла 33 узла. При этом в справочнике «Джейн» указана скорость 35 узлов. Такие расхождения в первую очередь связаны с тем, что «Айовы» вступали в строй в военное время и потому проходили сокращённую программу испытаний. Поэтому пробеги на мерной миле на полном ходу не делали, и реальная максимальная скорость кораблей неизвестна. По официальным кривым зависимости скорости от мощности и водоизмещения при 212 000 л. с. и водоизмещении в 53 900 т расчётная скорость должна была составлять 32,5 узла при 202 об/мин на валах. Согласно теоретическим расчётам, в облегчённом варианте при водоизмещении 51 209 т скорость должна была составить около 34 узлов. Допускалась кратковременная форсировка механизмов до 254 000 л. с., и, согласно расчётам, во время такой форсировки при водоизмещении в 51 000 тонн скорость могла достичь 35,4 узла. Есть фактические данные испытаний времён Второй мировой войны после выхода с верфи, но они не являются показательными, поскольку делались в условиях мелководья. Так, «Нью-Джерси» в октябре 1943 года на мелководном участке залива при водоизмещении порядка 55 тыс. тонн развил скорость 29,3 узла при мощности ЭУ в 162 277 л. с. Через два месяца при водоизмещении 56 928 т он развил уже 31,9 узла при достигнутой мощности в 221 000 л. с., что является максимальной скоростью, достигнутой на испытаниях.
Во время проведения боевых действий и после повторного ввода в эксплуатацию отмечались и более высокие результаты. Самая высокую скорость за время войны развили «Айова» и «Нью-Джерси», безуспешно преследуя японский эсминец «Новаки» в феврале 1944 года на Труке. Лаг «Айовы» показал скорость в 32,5 узла. Учитывая обросшее днище, после докования результат мог быть на узел больше. Капитан «Айовы» Вильям Смедберг вспоминает, что во время Корейской войны фиксировалась цифра в 33 узла. «Нью-Джерси» во время испытания после реактивации для участия во Вьетнамской войне развил 35,2 узла при 207 об/мин на валах. Эта цифра объясняется тем, что водоизмещение снизилось, так как были сняты все 40-мм автоматы и экипаж был значительно меньше обычного для Второй мировой. В 1986 году после модернизации «Айовы» секретарь флота Джон Леман утверждал, что её максимальная скорость составляет 35 узлов — правда, неизвестно, при каком водоизмещении, и есть ли такая цифра в официальных данных.
На момент вступления в строй «Нью Джерси» полный запас топлива на борту составлял 8084 т, а в 1945 году на всех линкорах этого типа он составлял уже 8624 т нефти и 187 т дизельного топлива для дизель-генераторов. Максимальный запас составлял 9320 дл. т нефти и 192 дл. т дизельного топлива. Проектная дальность хода — 18 000 миль на скорости 12 узлов и 15 900 — на 17-ти узлах. Для «Нью Джерси» по расходу, полученному на испытаниях турбин, эти цифры составили 20 150 миль на 15 узлах и 4830 миль на полном ходу. Проектная дальность при полном проектном запасе топлива составляла 15 000 миль на ходу 15 узлов. Цифра в 20 000 миль на 15 узлах фигурирует в официальных данных, как максимальная дальность при максимальном запасе топлива. Цифра является несколько умозрительной: на практике такая дальность не достигалась, так как эсминцы соединения дозаправлялись с линкоров. Данных по дальности после модернизации нет. По мере роста нагрузки в результате модернизаций эти цифры падали, и к концу войны для «Айовы» фактическая дальность составила 14 890 миль на 15 узлах и 11 700 миль 20-узловым ходом.

### Вспомогательные устройства и системы
Электрическая сеть линкора была рассчитана на переменный ток напряжением 450 В с частотой 60 Гц. Снабжение электроэнергией осуществляли восемь турбогенераторов мощностью по 1250 кВт. Помимо них, имелись два аварийных дизель-генератора мощностью по 250 кВт. По два турбогенератора располагалось в каждом машинном отделении на уровне второй платформы. Дизель-генераторы располагались на палубе трюма.
Три опреснительные установки имели общую производительность 75 700 л в сутки. Постоянный запас питьевой воды составлял 491 т, резервный запас пресной воды для котлов — 777 т. Для выработки льда и охлаждения кладовых имелись три рефрижераторных машины.

### Вооружение

#### Главный калибр

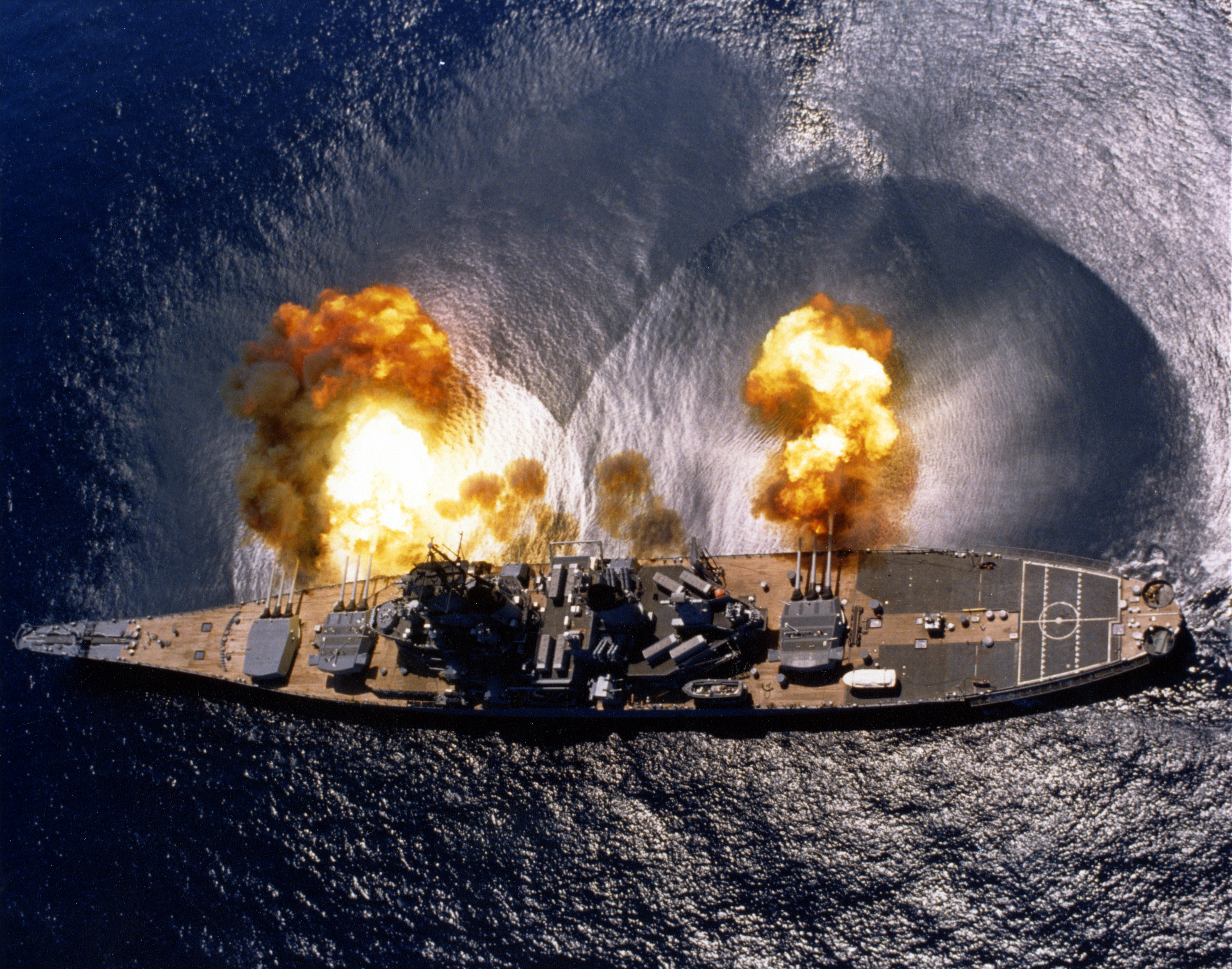
Залп главного калибра линкора «Айова». 1984 год

Схема расположения главного калибра повторяла таковую, принятую на «Саут Дакоте», — девять орудий в трёхорудийных башнях, расположенных по линейно-возвышенной схеме. Две башни располагались в носу (вторая с возвышением над первой) и третья — в корме. На «Айовах» были установлены девять новых 50-калиберных 406-мм орудий Mk.7. Они были значительно мощнее 45-калиберных орудий Mk.6 «Саут Дакот» и легче разработанных в 1918 году 50-калиберных орудий Mk.2 — 108,5 т против 130,2. Ствол орудий скреплённый, лейнированный. Число нарезов — 96. Крутизна нарезки постоянная по длине — один оборот на 25 калибров. Для предотвращения омеднения ствол хромировался слоем толщиной 0,013 мм на длину 17,526 м. Орудие было оснащено поршневым затвором системы Велина, открывавшимся вниз. После выстрела канал ствола продувался воздухом.
Башня конструктивно была подобна башне «Саут Дакот» и имела тот же диаметр роликового погона. Орудия располагались в индивидуальных люльках с углами вертикального наведения от −5° до +45°. Заряжание осуществлялось при фиксированном угле возвышения в +5°. Все приводы — электрогидравлические. Для горизонтального наведения башни использовался электродвигатель мощностью 300 л. с. Для вертикального наведения каждый ствол имел привод от собственного электродвигателя мощностью 60 л. с.
Снарядные погреба имели традиционную для американских линкоров конструкцию. Снаряды хранились в вертикальном положении на двухъярусных неподвижных кольцевых платформах внутри барбета башни. Между этими платформами и поворотной частью башни располагались две поворотные кольцевые платформы, которые могли вращаться независимо от башни. Перегрузочного отделения не было. Снаряды сначала подавались на поворотную платформу, а потом поворотом платформы подавались к подачным трубам. Подъёмников было три, с индивидуальной подачей снарядов к каждому орудию. Центральный подъёмник был прямым, а боковые имели изогнутую форму. Привод каждого из подъёмников имел мощность 75 л. с. Подъёмником снаряд подавался вертикально к орудию, а затем с помощью гидроцилиндра укладывался на лоток. Досылатель цепного типа имел привод мощностью 60 л. с.
Зарядные погреба также были двухъярусными и располагались под снарядными. В один выстрел входило шесть полузарядов с массой пороха в 49,5 кг, хранившихся в шёлковых картузах. Из погреба полузаряды грузились в одну из трёх беседок, по шесть полузарядов в каждой. Заряды также подавались напрямую к орудиям с помощью трёх цепных подъёмников.
Основным снарядом «Айов» был «тяжёлый» бронебойный снаряд Mk.8 массой 1225 кг с зарядом взрывчатого вещества (ВВ) 1,5 % от массы. Этот снаряд был специально разработан американцами для боя на дальних дистанциях и был оптимизирован для пробития палуб. Для обеспечения более навесной траектории, как у «Саут Дакот», применялся пониженный заряд, который придавал снаряду начальную скорость в 701 м/с. Полный заряд пороха массой 297 кг придавал снаряду скорость в 762 м/с.
К концу Второй мировой войны американские линкоры стали использовать для стрельбы по наземным целям, после чего в их боекомплект стали входить фугасные снаряды Mk.13. Снаряд имел массу 862 кг и относительную массу ВВ в 8,1 %. Для увеличения живучести ствола при стрельбе фугасным снарядом применялся пониженный заряд массой 147,4 кг, придававший снаряду начальную скорость в 580 м/с.
После войны на базе Mk.13 были созданы снаряды Mk.143, Mk.144, Mk.145 и Mk.146. Все они имели дистанционные трубки разных типов. На Mk.144 и Mk.146 было соответственно 400 и 666 разрывных суббоеприпасов. В начале 1950-х годов для «Айов» был разработан и спецбоеприпас — снаряд Mk.23 с ядерной боеголовкой W-23 с тротиловым эквивалентом 1 кт. По массе и габаритам он был идентичен Mk.13. Спецснаряды состояли на вооружении с 1956 по 1961 год, но большую часть времени хранились на берегу.
В 1980-е годы планировалась разработка сверхдальнобойного снаряда. При весе в 454 кг он должен был иметь начальную скорость в 1098 м/с и дальность в 64 км. Дальше создания экспериментального образца дело не продвинулось.
Максимальный боезапас башни № 1 был рассчитан на 390 выстрелов, у башни № 2 — на 460 и у башни № 3 — на 370. На уровне третьей палубы имелся сквозной коридор с монорельсом, получивший прозвище «Бродвей». Коридор соединял погреба всех трёх башен, и с его помощью боезапас мог перемещаться от одной башни к другой. В районе поперечных переборок его перегораживали съёмные водонепроницаемые заглушки. В башнях № 1 и № 3 имелось по шесть зарядных погребов, у башни № 2 их было восемь.

#### Система управления огнём ГК
В систему управления огнём орудий главного калибра входили два командно-дальномерных поста (КДП) Mk.38, находившиеся спереди и сзади надстройки, один КДП Mk.40 на крыше боевой рубки и комплект вычислительных приборов в центральном посту под броневой палубой. Каждый КДП Mk.38 оснащался 8-метровым оптическим стереодальномером Mk.48, радаром Mk.8 и несколькими оптическими прицелами. В 1945—1952 годах вместо радаров Mk.8 установили более совершенные Mk.13. Высота носового КДП над водой составляла 35,4 м, кормового — 20,7 м. КДП Mk.40 оснащался оптическими прицелами и радаром Mk.3. «Миссури» и «Висконсин» при вводе в строй получили для КДП Mk.40 более современную РЛС Mk.27. К 1945 году эта РЛС сменила Mk.3 и на первой паре линкоров.
Информация с КДП поступала в центральный артиллерийский пост. Здесь она обрабатывалась механическим счётно-решающим устройством Mk.8. В 1950-е годы в дополнение к нему поставили вычислитель Mk.48 для стрельбы по берегу.
В качестве резервных средств управления каждая башня оснащалась длиннобазовым 14-метровым дальномером. На башне № 1 это был совмещающий дальномер Mk.53, а на № 2 и № 3 — стереоскопический Mk.52. Дальномеры обеспечивали 25-кратное увеличение и оснащались системой стабилизации. Дополнительно каждая башня оснащалась шестью 12-кратными оптическими прицелами.

#### Универсальная артиллерия

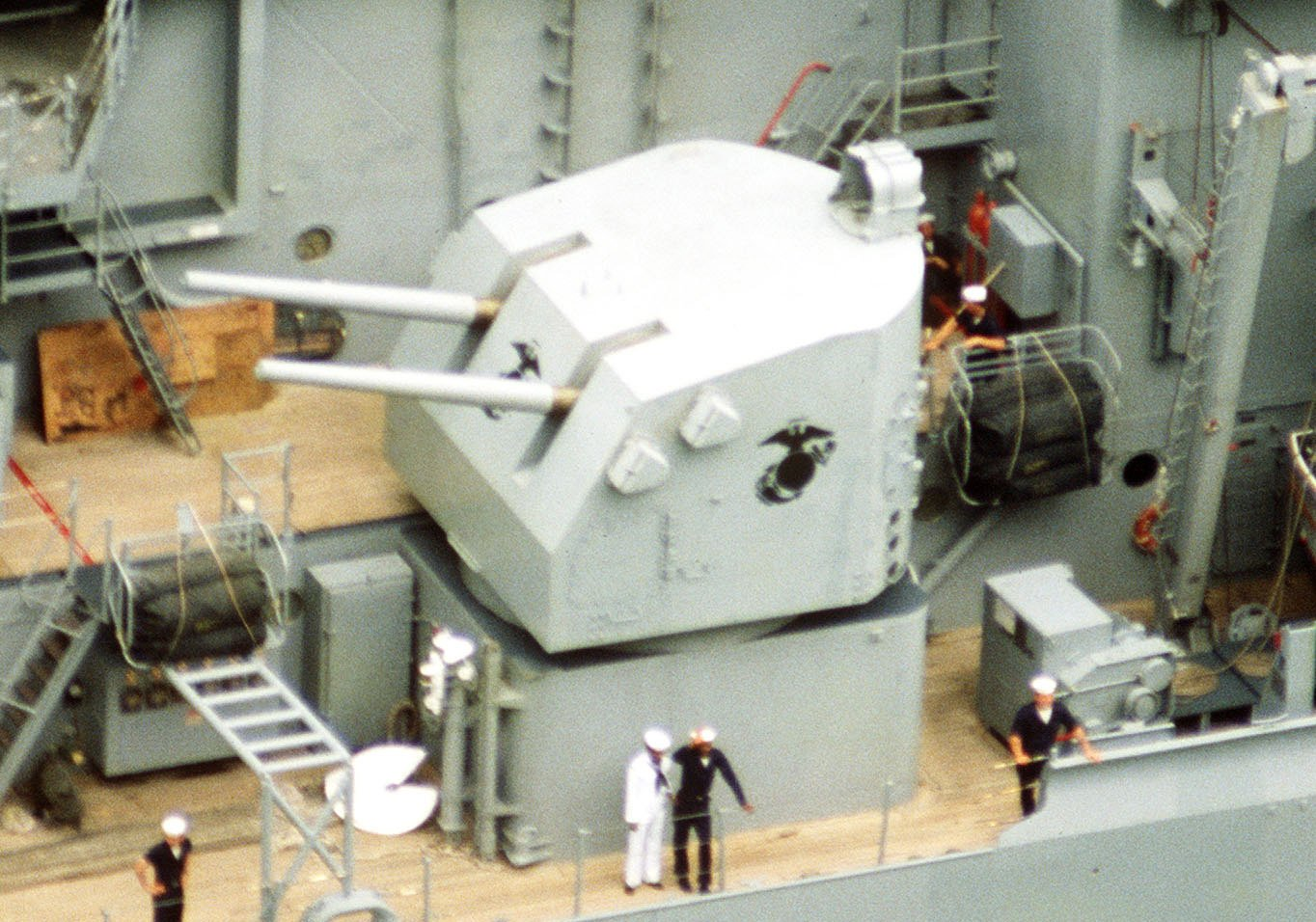
Башня Mk.28 127-мм орудий 5"/38 Mark 12 на линкоре «Нью-Джерси»

Универсальная артиллерия была сходна с таковой на «Саут Дакоте». В состав универсальной артиллерии входили двадцать 127-мм 38-калиберных орудий Mk.12, размещённых в десяти двухорудийных установках Mk.28, управлявшихся четырьмя КДП Mk.37.
При проектировании рассматривался вариант применения перспективных 152-мм 47-калиберных орудий, однако они были значительно тяжелее — шесть спаренных 152-мм установок должны были весить 1667 т против 1267 т у десяти 127-мм установок. Сроки разработки новых орудий также были не ясны. В этих условиях проектировщики остановили свой выбор на 127-мм орудиях. Расположение башен и КДП было аналогично принятому на «Саут Дакоте». По пять башен были установлены по бокам надстройки на двух уровнях, располагаясь в плане в виде буквы W. Вторая и четвёртая башни находились на уровне 01 надстройки, остальные уровнем выше — на уровне 02. По одному КДП Mk.37 находилось в носовой и кормовой оконечностях надстройки в диаметральной плоскости, ещё два находились по бортам в средней части корпуса. Каждый КДП оснащался 26,5-футовым (8-м) 25-кратным стереоскопическим дальномером Mk.48.
Орудие 5"/38 Mark 12 имело клиновый полуавтоматический затвор и раздельно-гильзовое заряжание. Снаряд имел массу порядка 25 кг, а снаряжённая гильза — 11,3 кг. Первоначально в боекомплект входили «коммоны» (полубронебойные снаряды) Mk.32, 38 и 46, и фугасные снаряды Mk.35 и Mk.49. К концу войны их вытеснили зенитные Mk.31 и Mk.35 с головным и донным взрывателем, которые могли использоваться для стрельбы как по воздушным, так и по надводным целям. Снаряд Mk.31 оснащался радиолокационным взрывателем. Взрыватель улавливал отражённый сигнал РЛС и срабатывал при пролёте вблизи цели.
Максимальный угол подъёма стволов составлял 85°. Башня могла управляться как дистанционно силовым приводом по вертикальной и горизонтальной осям, так и локально из самой башни. Под башней находилось перегрузочное отделение, а ещё ниже — погреба. Боезапас составлял по 500 снарядов на ствол, при этом по 55 снарядов на ствол находились в готовом к применению виде в подбашенном перегрузочном отделении. Сами погреба находились над машинными отделениями, сбоку от перегрузочных. Из погребов в перегрузочное отделение вели снарядный и зарядный элеваторы. Из перегрузочного отделения в боевое снаряды подавались по подъёмникам, вращающимся вместе с центральным штырём башни. Заряжание производилось при любом угле возвышения. Скорострельность зависела от тренированности расчётов и составляла от 15 до 22 выстрелов в минуту на ствол в зависимости от угла подъёма стволов. Каждую установку обслуживало 37 человек, из них 13 находилось в самой башне и 24 — в перегрузочном отделении и погребах.
| Орудие                                                   | 16"/50 Mark 7              | 16"/50 Mark 7              | 5"/38 Mark 12            | 40 mm/56 Mark 1 (Bofors) | 1,1"/75 Mark 1               | 20 mm/70 Mark 2 (Oerlikon) |
| -------------------------------------------------------- | -------------------------- | -------------------------- | ------------------------ | ------------------------ | ---------------------------- | -------------------------- |
| Калибр, мм                                               | 406                        | 406                        | 127                      | 40                       | 28                           | 20                         |
| Длина ствола, калибров                                   | 50                         | 50                         | 38                       | 56                       | 75                           | 70                         |
| Год разработки                                           | 1939                       | 1939                       | 1932                     | 1936                     | 1929                         | 1939                       |
| Масса орудия без замка, кг                               | 108 479                    | 108 479                    | 1810                     | 522                      | 252                          | 68,04                      |
| Скорострельность в/мин                                   | 2                          | 2                          | 15                       | 120                      | 150                          | 450                        |
| Тип заряжания                                            | картузное                  | картузное                  | раздельно-гильзовое      | унитарное                | унитарное                    | унитарное                  |
| Масса заряда, кг                                         | 299,4                      | 299,4                      | 6,9—7,03                 | 0,314                    | 0,120                        | 0,086                      |
| Тип снаряда                                              | Бронебойный Mk.8           | Осколочно-фугасный Mk.13   | Осколочно-фугасный Mk.34 | Осколочно-фугасный Mk.1  | Осколочно-фугасный Mk.1      | Осколочно-фугасный Mk.3    |
| Масса снаряда, кг                                        | 1225                       | 862                        | 25                       | 0,9                      | 0,416                        | 0,123                      |
| Начальная скорость м/с                                   | 762                        | 820                        | 792                      | 881                      | 823                          | 844                        |
| Живучесть ствола, выстрелов                              | 290—350                    | 290—350                    | 4600                     | 9500                     |                              | 9000                       |
| Максимальная дальность, м                                | 38 720                     | 38 059                     | 15 903                   | 10 180                   | 6767                         | 4389                       |
| Досягаемость по высоте, м                                | —                          | —                          | 11 887                   | 6797                     | 5791                         | 3048                       |
| Установка                                                |                            |                            | Mark 28 mod 0            | Mark 2 Quad              | Quadruple Mount Mark 2 Mod 2 | Mark 2                     |
| Количество стволов                                       | 3                          | 3                          | 2                        | 4                        | 4                            | 1                          |
| Масса вращающейся части                                  | 1725 т — 1738 т            | 1725 т — 1738 т            | 70 894 кг                | 10 524—10 796 кг         | 4763 кг                      | 769 кг                     |
| Углы возвышения                                          | −2°/+45° 0°/+45° башня № 2 | −2°/+45° 0°/+45° башня № 2 | -15°/+85°                | -15°/+90°                | −15°/+110°                   | −5°/+87°                   |
| Скорость наведения вертикального / горизонтального, гр/с | 12 / 4                     | 12 / 4                     | 15 / 25                  | 24 / 26                  | 24 / 30                      | ручное                     |

#### Зенитное вооружение
По проекту зенитное вооружение должно было состоять из двенадцати 28-мм автоматов и двенадцати 12,7-мм пулемётов, однако ещё до завершения постройки оно было пересмотрено с заменой на 40-мм автоматы «Бофорс» и 20-мм автоматы «Эрликон». Их количество различалось на кораблях серии и в течение войны постоянно увеличивалось.
На линкорах применялись четырёхствольные установки «Бофорсов» Mk.2. На момент ввода в строй «Айова» несла 15 таких установок, а остальные корабли серии — по 20. Управление огнём «бофорсов» на «Нью-Джерси» осуществлялось с помощью визирных колонок Mk.49, а на остальных кораблях серии — Mk.51.
При вводе в строй устанавливались только одноствольные «эрликоны», однако к концу войны японцы стали применять камикадзе, против которых такие установки уже были малоэффективны. В попытке увеличить эффективность «эрликонов» были разработаны двухствольные установки. «Эрликоны» первоначально наводились индивидуально, но к концу войны для их наведения были установлены прицельные колонки Mk.14.
| Изменение состава зенитного вооружения линкоров типа «Айова» | Изменение состава зенитного вооружения линкоров типа «Айова» | Изменение состава зенитного вооружения линкоров типа «Айова» | Изменение состава зенитного вооружения линкоров типа «Айова» | Изменение состава зенитного вооружения линкоров типа «Айова» | Изменение состава зенитного вооружения линкоров типа «Айова» | Изменение состава зенитного вооружения линкоров типа «Айова» | Изменение состава зенитного вооружения линкоров типа «Айова» | Изменение состава зенитного вооружения линкоров типа «Айова» |
| «Айова»                                                      | февраль 1943                                                 | июль 1943                                                    | апрель 1945                                                  | июнь 1946                                                    | январь 1947                                                  | апрель 1947                                                  | октябрь 1951                                                 | апрель 1955                                                  |
| ------------------------------------------------------------ | ------------------------------------------------------------ | ------------------------------------------------------------ | ------------------------------------------------------------ | ------------------------------------------------------------ | ------------------------------------------------------------ | ------------------------------------------------------------ | ------------------------------------------------------------ | ------------------------------------------------------------ |
| 4×40-мм                                                      | 15                                                           | 19                                                           | 19                                                           | 19                                                           | 19                                                           | 15                                                           | 15                                                           | 19                                                           |
| 1×20-мм                                                      | 60                                                           | 52                                                           | 52                                                           | 52                                                           |                                                              |                                                              |                                                              |                                                              |
| 2×20-мм                                                      |                                                              |                                                              | 8                                                            |                                                              | 16                                                           | 16                                                           |                                                              |                                                              |
| «Нью-Джерси»                                                 | июнь 1943                                                    | апрель 1945                                                  | ноябрь 1945                                                  | январь 1947                                                  | апрель 1947                                                  | октябрь 1951                                                 | апрель 1955                                                  | апрель 1968                                                  |
| 4×40-мм                                                      | 20                                                           | 20                                                           | 20                                                           | 20                                                           | 16                                                           | 20                                                           | 18                                                           | 0                                                            |
| 1×20-мм                                                      | 49                                                           | 49                                                           | 41                                                           | 10                                                           |                                                              |                                                              |                                                              | 0                                                            |
| 2×20-мм                                                      |                                                              | 8                                                            | 8                                                            | 8                                                            | 8                                                            | 16                                                           |                                                              | 0                                                            |
| «Миссури»                                                    | январь 1944                                                  | апрель 1945                                                  | сентябрь 1945                                                | март 1946                                                    | январь 1947                                                  | октябрь 1947                                                 | апрель 1951                                                  | апрель 1955                                                  |
| 4×40-мм                                                      | 20                                                           | 20                                                           | 20                                                           | 20                                                           | 20                                                           | 20                                                           | 20                                                           | 20                                                           |
| 1×20-мм                                                      | 49                                                           | 49                                                           | 43                                                           | 26                                                           | 22                                                           |                                                              |                                                              |                                                              |
| 2×20-мм                                                      |                                                              | 8                                                            | 8                                                            | 8                                                            | 8                                                            | 16                                                           | 32                                                           |                                                              |
| «Вискосин»                                                   | декабрь 1944                                                 | апрель 1945                                                  | январь 1946                                                  | июнь 1946                                                    | январь 1947                                                  | апрель 1947                                                  | октябрь 1951                                                 | ноябрь 1955                                                  |
| 4×40-мм                                                      | 20                                                           | 20                                                           | 20                                                           | 20                                                           | 16                                                           | 16                                                           | 20                                                           | 16                                                           |
| 1×20-мм                                                      | 49                                                           | 49                                                           | 47                                                           | 46                                                           |                                                              |                                                              |                                                              |                                                              |
| 2×20-мм                                                      | 2                                                            | 8                                                            | 8                                                            | 2                                                            | 18                                                           | 16                                                           | 16                                                           |                                                              |

#### Авиационное вооружение
Авиационное вооружение было стандартным для американских линкоров — две пороховые катапульты Mk.VIB, расположенные побортно на корме, и три гидросамолёта. Ангар для самолётов на линкорах предусмотрен не был — два гидросамолёта располагались непосредственно на катапультах, а ещё один находился между ними на палубе. Запас авиационного бензина составлял 32 506 л. Масса заряда пороха катапульты составляла 127 кг. При пуске с катапульты самолёту весом 3,7 т придавалась начальная скорость в 105 км/ч.
При вводе в строй в состав авиационного вооружения «Айов» входили гидросамолёты OS2U «Кингфишер». В 1945 году их заменили на более современные SC-1 «Сихок». В связи с развитием радиолокации необходимость в гидросамолётах значительно снизилась, и к 1948 году всё авиационное вооружение демонтировали.

#### Радиолокационное вооружение

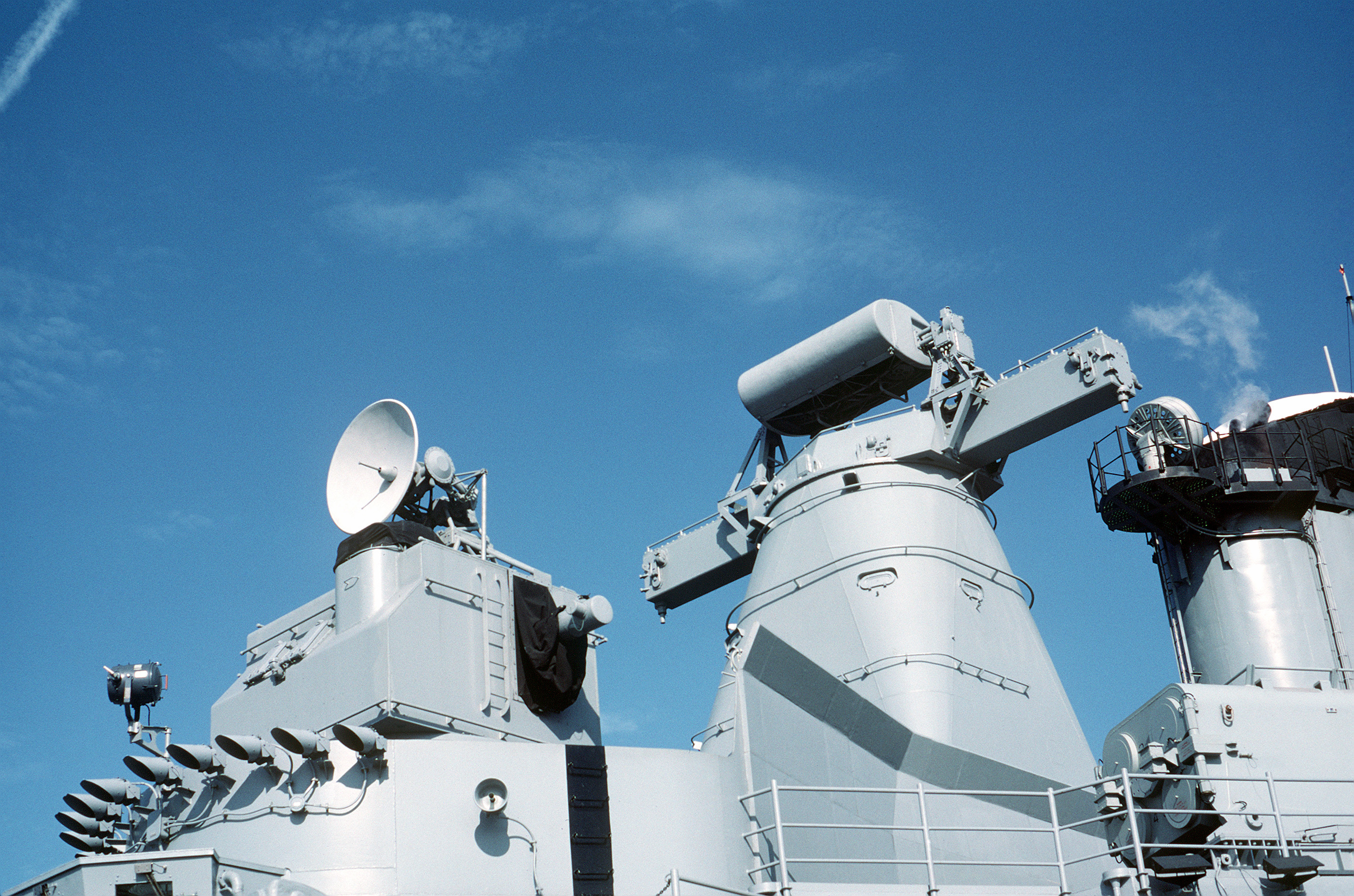
Кормовая надстройка линкора «Айова» после модернизации в 1983 году. Справа КДП Mk.38 с радаром Mk.13, справа КДП Mk.37 с радаром Mk.25

На момент вступления в строй все линкоры несли два радара обнаружения надводных целей SG. Антенны этих РЛС устанавливались на верхней части носовой надстройки и на топе грот-мачты. Радар SG мог обнаружить корабль на дистанции свыше 20 миль, а низколетящий самолёт — на дистанции до 15 миль.
Для обнаружения воздушных целей на «Миссури» установили радар SK-2, а на остальных — SK. Антенны РЛС располагались на грот-мачте. Радар SK имел прямоугольную антенну «матрасного типа». Радар SK-2 был более совершенным и имел круглую параболическую антенну, позволявшую получать более тонкий луч и обеспечивавшую большую точность в определении координат цели. В 1945 году вместо SK на «Нью-Джерси» установили SK-2. В дополнение к нему был установлен радиовысотомер SP. Это позволило получать все три координаты воздушной цели. РЛС могла обнаружить бомбардировщик, летящий на высоте 3000 м, на дистанции до 70 миль, а истребитель — до 40 миль. В 1946 году замену на SK-2 произвели и на двух оставшихся линкорах. В 1948 году радиовысотомер SP установили на «Айове» и «Миссури». Одним из недостатков радаров SK и SK-2 был сравнительно узкий луч — на дальности в 100 км высота обнаружения цели составляла 3000 м, и в результате самолёты, летящие на большой высоте, могли остаться незамеченными. Поэтому в 1945 году на «Айове» и «Висконсине» на бизань-мачте дополнительно установили радар SR. Луч этой РЛС расширялся больше, и на дистанции в 80 миль высота обнаружения составляла 6,1 км.
В качестве резервных РЛС обнаружения надводных целей стояли РЛС SQ. Их предполагалось использовать только при выходе радаров SG из строя. Они имели параболическую антенну размером 0,6×1,2 м и могли обнаружить надводную цель на дистанции 8 миль, а подводную лодку в надводном положении на дистанции 3 мили. На «Айове» стояла одна РЛС SQ, а на остальных кораблях — по две. Эти РЛС в 1946 году были демонтированы со всех кораблей.
В 1945 году на «Айове» и «Нью-Джерси» были установлены РЛС обнаружения надводных целей SU. Эта РЛС была разработана для эскортных миноносцев. Параболическая антенна РЛС под радиопрозрачным обтекателем диаметром 0,91 м и высотой 1,07 м устанавливалась на топе грот-мачты. В 1946 году этот радар установили и на «Висконсин».
Значительным было и количество артиллерийских РЛС. КДП главного калибра Mk.38 сначала оснащались радаром Mk.8. В 1945 году на «Айове», «Нью-Джерси» и «Висконсине» на носовом КДП вместо него была установлена РЛС Mk.13. На КДП универсальной артиллерии «Айовы» и «Нью-Джерси» изначально устанавливали радары Mk.4. С 1945 года их заменили на пару РЛС Mk.12/Mk.22. «Миссури» и «Висконсин» с самого начала получили РЛС Mk.12/22. В 1948 году эти РЛС на «Миссури» заменили на Mk.25. Остальные линкоры серии получили новые РЛС только во время переоборудования в 1953—1955 годах.
Только на «Нью-Джерси» при вводе в строй для управления 40-мм «бофорсами» были установлены КДП Mk.49 с РЛС Mk.19. В 1945 году на всех линкорах для управления «бофорсами» были установлены КДП Mk.57 с радаром Mk.29. В 1954—1955 годах «Айова» и «Нью-Джерси» вместо них получили КДП Mk.56 с РЛС Mk.35. Кроме этого, линкоры были оснащены комплектом аппаратуры автоматического распознавания «свой-чужой» Mk. III и системами радиоразведки и радиопротиводействия SPT-1 и SPT-4.

## Схема окраски
| Даты изменения схемы окраски линкоров типа «Айова» | Даты изменения схемы окраски линкоров типа «Айова» | Даты изменения схемы окраски линкоров типа «Айова» | Даты изменения схемы окраски линкоров типа «Айова» | Даты изменения схемы окраски линкоров типа «Айова» | Даты изменения схемы окраски линкоров типа «Айова» |
| Схема окраски                                      | 21                                                 | 22                                                 | 32-1В                                              | 32-22D                                             | Дымчато-серая                                      |
| -------------------------------------------------- | -------------------------------------------------- | -------------------------------------------------- | -------------------------------------------------- | -------------------------------------------------- | -------------------------------------------------- |
| «Айова»                                            |                                                    | февраль 1943 февраль 1945                          | апрель 1944                                        |                                                    | март 1946                                          |
| «Нью Джерси»                                       | май 1943                                           | май 1945                                           |                                                    |                                                    | январь 1946                                        |
| «Миссури»                                          |                                                    | январь 1945                                        |                                                    | июнь 1944                                          | март 1946                                          |
| «Висконсин»                                        |                                                    | апрель 1944                                        |                                                    |                                                    | июль 1946                                          |

Система окраски кораблей ВМФ США зависела от эксплуатационных требований и по большей части являлась формой камуфляжа. В мирное время использовалась «дымчато-серая» схема окраски. Поверхности красились в матово-серый цвет, уменьшающий заметность в широком диапазоне условий освещённости. В военное время ВМФ США использовались различные формы дезориентирующего камуфляжа. Во Второй мировой войне для линкоров типа «Айова» использовалось следующие схемы камуфляжа.
Схема 21, «синяя схема ВМФ» (англ. Measure 21, Navy Blue System)
Все вертикальные поверхности красились в N-5. Все палубы и горизонтальные поверхности красились в серо-синий (20-B).
Схема 22, «градуированная схема» (англ. Measure 22, Graded System)
Все вертикальные поверхности красились в матово-серый цвет (5-Н) с полосой темного серо-синего цвета (5-N) на корпусе, параллельной ватерлинии. Все палубы и горизонтальные поверхности красились в серо-синий 20-B.
Схема 32, «с умеренным узором», дизайн 1 B (англ. Measure 32, Medium Pattern System. Design 1 B)
Вертикальные поверхности выкрашены в темный серо-синий (5-N) и светло-серый (5-L). Палубы и горизонтальные поверхности красились в серо-синий (20-B).
Схема 32, дизайн 22 D (англ. Measure 32 Design 22 D)
Вертикальные поверхности красились в тускло-чёрный (BK), океанический серый (5-0) и светло-серый (5-L). Палубы и горизонтальные поверхности красились в серо-синий (20-B) с пятнами цвета «океанический серый» (5-0).
| Цвета, использовавшиеся при окраске линкоров типа «Айова» | Цвета, использовавшиеся при окраске линкоров типа «Айова» | Цвета, использовавшиеся при окраске линкоров типа «Айова» | Цвета, использовавшиеся при окраске линкоров типа «Айова» |
| Код цвета                                                 | Название (англ.)                                          | Название (руск.)                                          | Палитра                                                   |
| --------------------------------------------------------- | --------------------------------------------------------- | --------------------------------------------------------- | --------------------------------------------------------- |
| 5-L                                                       | Light Gray                                                | светло-серый                                              |                                                           |
| 5-H                                                       | Haze Gray                                                 | матово-серый                                              |                                                           |
| 5-O                                                       | Ocean Gray                                                | океанический-серый                                        |                                                           |
| 5-N                                                       | Navy Blue                                                 | тёмный серо-синий                                         |                                                           |
| BK / 82 (#13)                                             | Dull Black                                                | тускло-чёрный                                             |                                                           |
| 20-B                                                      | Deck Blue                                                 | серо-синий                                                |                                                           |

## Модернизации

### Послевоенные модернизации
После окончания Второй мировой войны на линкорах типа «Айова» планировали заменить четырёхствольные «бофорсы» на 76-мм установки. Планировалось установить 16 спаренных 76-мм установок Mk.33 с управлением от шести КДП Mk.56 и четырёх Mk.63. Но после войны сокращение выделяемых флоту средств не позволило реализовать эту программу, а сами корабли были выведены в резерв.

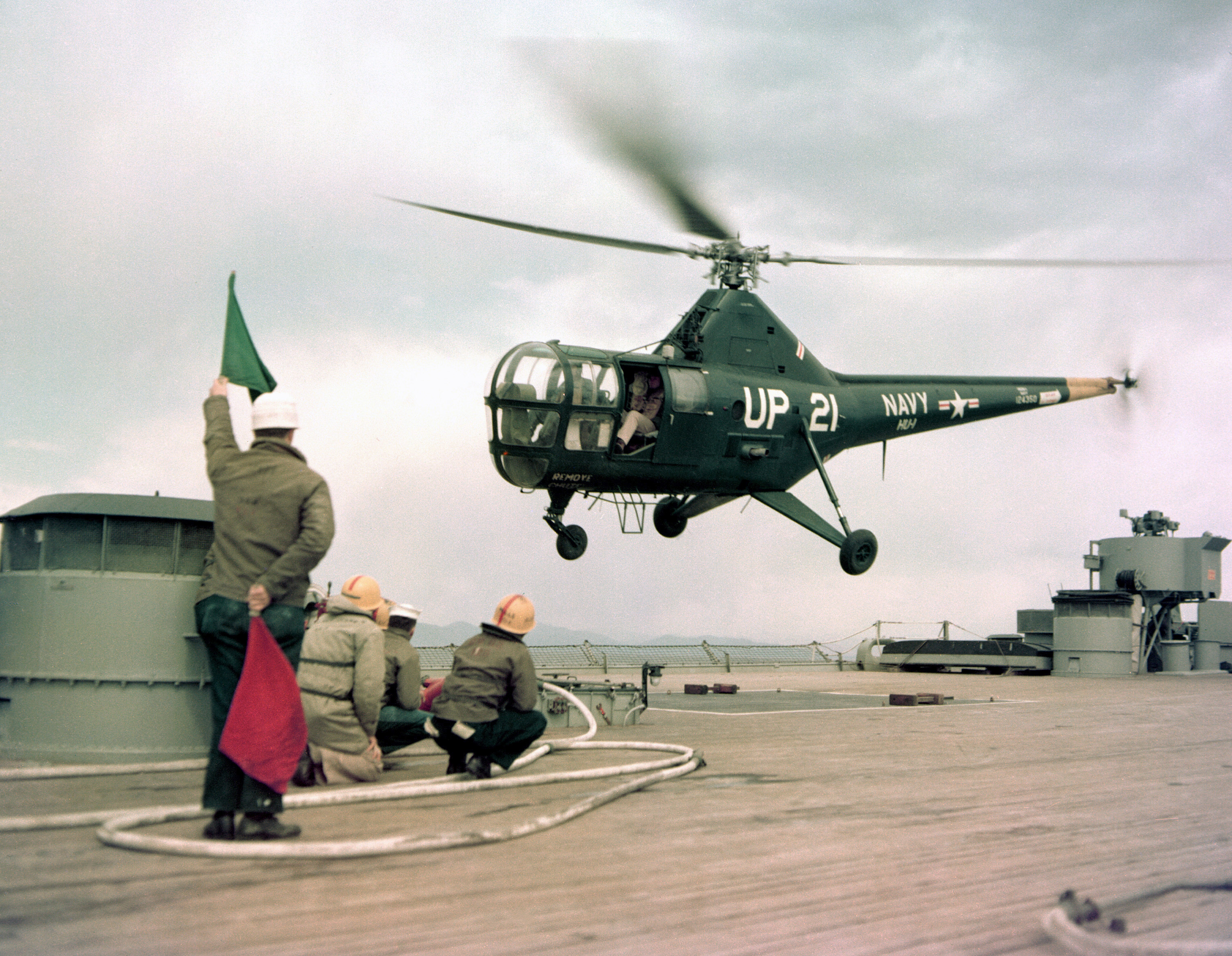
Взлёт вертолёта «Сикорский» HO3S-1 с палубы линкора «Нью-Джерси» во время Корейской войны 14 апреля 1953 года

Во время вывода из резерва для участия в Корейской войне линкоры прошли небольшую модернизацию. Все одиночные 20-мм «эрликоны» были заменены на 20-мм спарки, при этом само количество «эрликонов» уменьшилось. Несколько усовершенствовали радиоэлектронное оборудование. Вместо катапульт на корме устроили вертолётную площадку.
Готовность недостроенного «Кентукки» составляла 73 %, и существовало несколько планов по его использованию. Первоначально его хотели достроить по проекту SCB-19 как «линкор ПВО». В качестве основного оружия должна была использоваться артиллерийская система «Эрроу»/ «Зеус». Для системы разрабатывались 203-мм гладкоствольные орудия и специальные оперённые зенитные снаряды «Эрроу», позже переименованные в «Зеус». Снаряд был подкалиберным — 102 мм, с реактивным двигателем, вращавшим снаряд вокруг оси. Разработку системы прекратили в начале 1950-х, в связи с чем предлагаемое переоборудование «Кентукки» также не состоялось.
В 1955 году «Кентукки» хотели переоборудовать в ракетный линкор (BBC). Убиралась одна 406-мм башня, а зенитная артиллерия сокращалась до шести 127-мм/54 установок и 10 76-мм/50 спаренных автоматов. В качестве ракетного вооружения планировали установить одну пусковую установку для крылатых ракет «Регулус» и два ракетных комплекса «Терьер» или «Талос». Стоимость модернизации должна была составить 123—130 млн долларов.
Через год для запуска крылатых ракет решили оборудовать две шахты, а 16 ракет «Регулус II» или «Тритон» должны были храниться горизонтально в погребе. Позднее на линкор решили установить баллистические ракеты «Поларис». Расчётная стоимость переоборудования «Кентукки» достигла 181 млн долларов.
В 1959 году в финальном проекте от баллистических ракет и артиллерии отказались, увеличив количество зенитных ракет и добавив противолодочные ракето-торпеды ASROC. Радиоэлектронное вооружение должно было быть полностью новым. Но к этому времени самого «Кентукки» уже не стало. 6 мая 1956 года «Висконсин» столкнулся с эсминцем «Итон» (DD-510). Носовая часть была серьёзно повреждена, и её попросту взяли с «Кентукки», отрезав от него 20,7-м секцию массой 120 т. А через два года, 9 июня 1958 года, «Кентукки» исключили из списков флота и продали на металлолом. Вместе с кораблём ушли в небытие и планы по его модернизации.
Существовали и планы по модернизации и находившихся в строю линкоров типа «Айова». Наиболее радикальным был проект 1962 года по переоборудованию «Айовы» в ударный десантный корабль. Согласно этому проекту демонтажу подлежали кормовая 406-мм башня и большая часть 127-мм артиллерии. В корме устраивался ангар на 10 десантных вертолётов, лифт и хранилище авиационного топлива на 675 т. В центральной части корпуса на шлюпбалках устанавливались с каждого борта по три десантных катера LCM-6. Под килем размещалась гидроакустическая станция AN/SQS-23. Но к началу 1960-х от этого проекта отказались.
В течение 1950-х на «айовах» провели ряд несущественных модернизаций. Были сняты все 20-мм автоматы. На «Нью-Джерси» и «Вискосине» уменьшили количество 40-мм «бофорсов». Погреба башни № 2 были переоборудованы для хранения десяти ядерных снарядов Mk.23 и девяти практических Mk.24. Бо́льшую часть времени снаряды хранились на берегу. По факту ядерные боеприпасы грузились только на борт «Айовы» и «Висконсина», а стрельбы практическим снарядами проводил только «Висконсин». В 1954—1955 годах на «Айове» и «Нью-Джерси» установили новые КДП Mk.56 и Mk.63. КДП Mk.56 с радаром Mk.35 мог использоваться и для управления 127-мм орудиями. Наиболее эффективный огонь вёлся, если на один КДП приходились две установки Mk.28.
Менялось и радиолокационное вооружение. В 1951—1952 годах на «Нью-Джерси», «Айове» и «Висконсине» установили РЛС обнаружения воздушных целей SPS-6. В 1955 году на двух последних её заменили на SPS-12. В 1953—1955 годах на всех линкорах смонтировали радиовысотомер SPS-8 с антенной на бизань-мачте. «Висконсин» в 1953 году вместо РЛС обнаружения надводных целей SG-6 получил новую SPS-4.
Ценность линкоров в эпоху ракетных кораблей была невелика. В феврале 1955 года в резерв вывели «Миссури», а в течение 1957—1958 годов и три остальных линкора. При этом к 1963 году американцы исключили из списков флотов находившиеся в резерве 11 линкоров других типов, и четыре «Айовы» остались единственными линкорами флота США.
После вывода из резерва линкора необходимы были дорогостоящие модернизация и обучение нового экипажа, поэтому во время войны во Вьетнаме из резерва вывели только один линкор типа «Айова» — «Нью-Джерси». Он проходил модернизацию с 1 августа 1967 по 6 апреля 1968 года в Филадельфии. С корабля сняли все 40-мм автоматы, но КДП Mk.56 оставили для управления 127-мм орудиями. В корме была оборудована вертолётная площадка для обслуживания беспилотного противолодочного радиоуправляемого вертолёта системы DASH (Drone Anti-Submarine Helicopter).
Был оставлен радар SPS-6. Вместо радара SG-6 установили новый SPS-10. Сняли радиовысотомер SPS-8. Линкор планировался для использования в качестве штабного корабля, поэтому он был оснащён современными средствами связи, системами отображения тактической обстановки и управления действиями кораблей NTDS (Naval Tactical Data System) и контроля за воздушной обстановкой TACAN. Для защиты от ПКР установили аппаратуру РЭБ с четырьмя пусковыми ULQ-6 для неуправляемых ракет (модифицированные НАР «Зуни») с уголковыми отражателями.

### Модернизация 1980-х годов

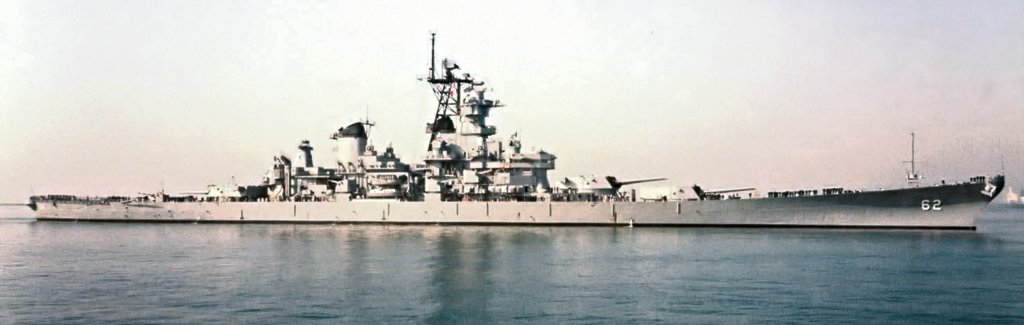
Внешний вид линкора «Нью Джерси» после модернизации в 1985 году

В 1970-е годы, во времена холодной войны, рядом специалистов поднимался вопрос о расконсервации линкоров типа «Айова». В качестве обоснования этого решения был приведен расчёт стоимости доставки боеприпасов к цели. 406-мм орудия «Айовы» за 30 минут могли выпустить 270 фугасных 862-кг снарядов общей массой 232,7 т. Авиакрыло атомного авианосца «Нимиц», при условии совершения каждым самолётом трёх вылетов, за день могло сбросить на цель 228,6 т бомб. При этом стоимость доставки одной тонны «боеприпасов» для линкора составляла 1,6 тыс. долларов, а для «Нимица» — 12 тыс. долларов. Ясно, что сравнение доставляемой массы боеприпасов «в лоб» не вполне корректно, потому что авиация может совершать удары на бо́льшие расстояния. Кроме того, благодаря большей массе взрывчатого вещества бомба имеет большую площадь поражения — в ходе бомбардировок японских городов в 1945 году по статистике фугасный 406-мм 862-кг снаряд разрушал железобетонные здания на площади в 130 м², а фугасная бомба калибром 908 кг — на площади в 819 м². Тем не менее, в ходе боевых действий Второй мировой, Корейской и Вьетнамской войн возникало немало задач, которые тяжёлая артиллерия кораблей могла решить наиболее эффективно. Свою роль сыграло и то обстоятельство, что в арсеналах находились 20 тысяч 406-мм снарядов и 34 запасных ствола к орудиям.
В итоге родилось предложение в дополнение к авианосным ударным группам CBG (англ. Carrier Battle Group) создать четыре надводные боевые группы SAG (англ. Surface Action Group). Ядром надводной боевой группы должен был стать модернизированный линкор типа «Айова». Дополнительно в каждую боевую группу должен был войти ракетный крейсер типа «Тикондерога» и три ракетных эсминца. Надводная группа по замыслу могла проводить как самостоятельные операции, так и совместные операции с авиационными группами.
Предложение было одобрено Конгрессом США весной 1980 года. В 1981 году во время дебатов в Сенате выяснилось, что вывод «Нью-Джерси» в резерв во время войны во Вьетнаме был связан не с его низкой эффективностью, а с политическими мотивами: администрация Никсона собиралась начать переговоры с правительством Демократической республики Вьетнам, и в этой ситуации интенсивные обстрелы берега могли только помешать дипломатам.
Тем не менее, администрация президента Дж. Картера не одобрила дорогостоящую расконсервацию линкоров. Идея была поддержана президентом Р. Рейганом, занявшим Белый дом в начале 1981 года. В итоге Конгрессом была утверждена программа «реанимации» линкоров стоимостью более 1,5 млрд долларов. Первым модернизацию должен был пройти «Нью-Джерси», последним — «Висконсин». Считалось, что, несмотря на 40-летний возраст, линкоры провели в активной эксплуатации всего от 11 до 13,5 лет и потому смогут пробыть в строю ВМС до 2005 года.
Рассматривались варианты переоборудования линкоров в десантно-штурмовые корабли. За счёт снятия кормовой башни ГК в кормовой части можно было бы оборудовать ангар с лифтом и угловую полётную палубу площадью около 3000 м². В качестве авиационного вооружения могли использоваться тяжёлые десантные вертолёты СН-53Е или самолёты вертикального старта и посадки AV-8A. Перед носовой группой 406-мм башен могла быть установлена спаренная установка ЗРК «Стандарт», 127-мм установки Mk.28 заменялись на современные Mk.71. Рассматривалась и возможность размещения универсальных пусковых модулей для вертикального пуска ракет. Тем не менее, все эти варианты были отклонены в основном из соображений высокой стоимости, и в итоге было решено провести более простую модернизацию.
В ходе модернизации были демонтированы четыре из десяти 127-мм установок. На их месте разместили восемь бронированных счетверённых пусковых установок Mk.143 для крылатых ракет BGM-109 «Томагавк» для стрельбы по наземным целям с общим боезапасом в 32 ракеты. Дополнительно устанавливались четыре установки Mk.141 по четыре пусковых контейнера в каждой для 16 противокорабельных ракет RGM-84 «Гарпун».
Для ближней противоракетной обороны устанавливались четыре зенитных артиллерийских комплекса Mk.15 «Вулкан-Фаланкс». Каждый комплекс состоял из шестиствольной 20-мм пушки М61 «Вулкан», стабилизированной в двух плоскостях, и автономной радиолокационной системы управления огнём. Техническая скорострельность комплекса — 3000 выстрелов в минуту. Боезапас на один комплекс составлял 8000 патронов, то есть 32 000 патронов всего на корабль. Также на надстройках были размещены пять стационарных позиций для переносных зенитных ракетных комплексов «Стингер».
Полностью было обновлено радиолокационное оборудование. На «Нью Джерси» и «Айове» РЛС обнаружения надводных целях AN/SPS-10 были модернизированы до уровня AN/SPS-67, вторая пара линкоров сразу получила новую РЛС. В качестве РЛС дальнего воздушного обнаружения установили AN/SPS-49. Были установлены навигационный комплекс LN-66, система контроля за воздушной обстановкой TACAN, комплекс спутниковой связи ОЕ-82, комплексная система отображения тактической обстановки и управления действиями корабля NTDS. В качестве средства радиоэлектронной борьбы устанавливался комплекс SLQ-32 (V), в состав которого для постановки ложных радиолокационных целей входили восемь 18-ствольных «фольгометов» Mk.36 RBOC. Для защиты от акустических торпед была установлена система SLQ-25 «Никси» с буксируемым контейнером-«приманкой».
В кормовой части была оборудована площадка для обслуживания вертолётов. В декабре 1986 года на «Айове» дополнительно смонтировали устройство для старта и посадки беспилотных летательных аппаратов «Pioneer». Для новых систем требовалась электросеть с частотой в 400 кГц, поэтому были установлены три преобразователя частоты. Условия обитаемости довели до современных стандартов — все жилые помещения были оборудованы кондиционерами, заменена часть бытовой техники. За счёт замены на новую аппаратуру была сокращена численность экипажа — в 1988 году на «Айове» он составлял 1510 человек. На «Нью-Джерси» экипаж насчитывал 1518 человек, на «Миссури» и «Висконсине» — 1515. В соответствии с современными веяниями паровые котлы были переоборудованы под новый тип топлива, а гальюны оборудованы цистернами для приёма льяльных вод.

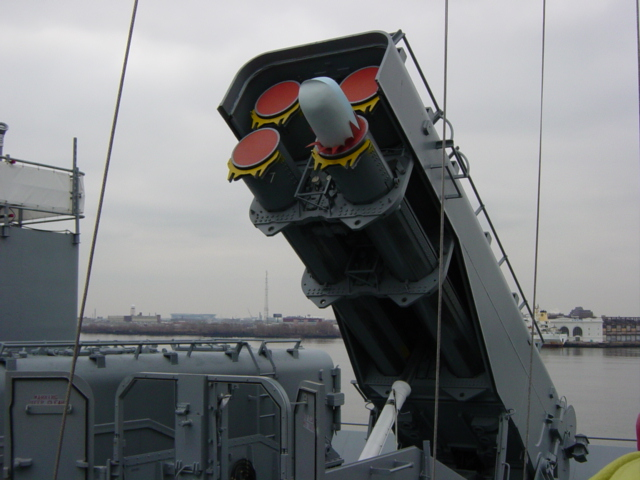
Пусковая установка КР «Томагавк»
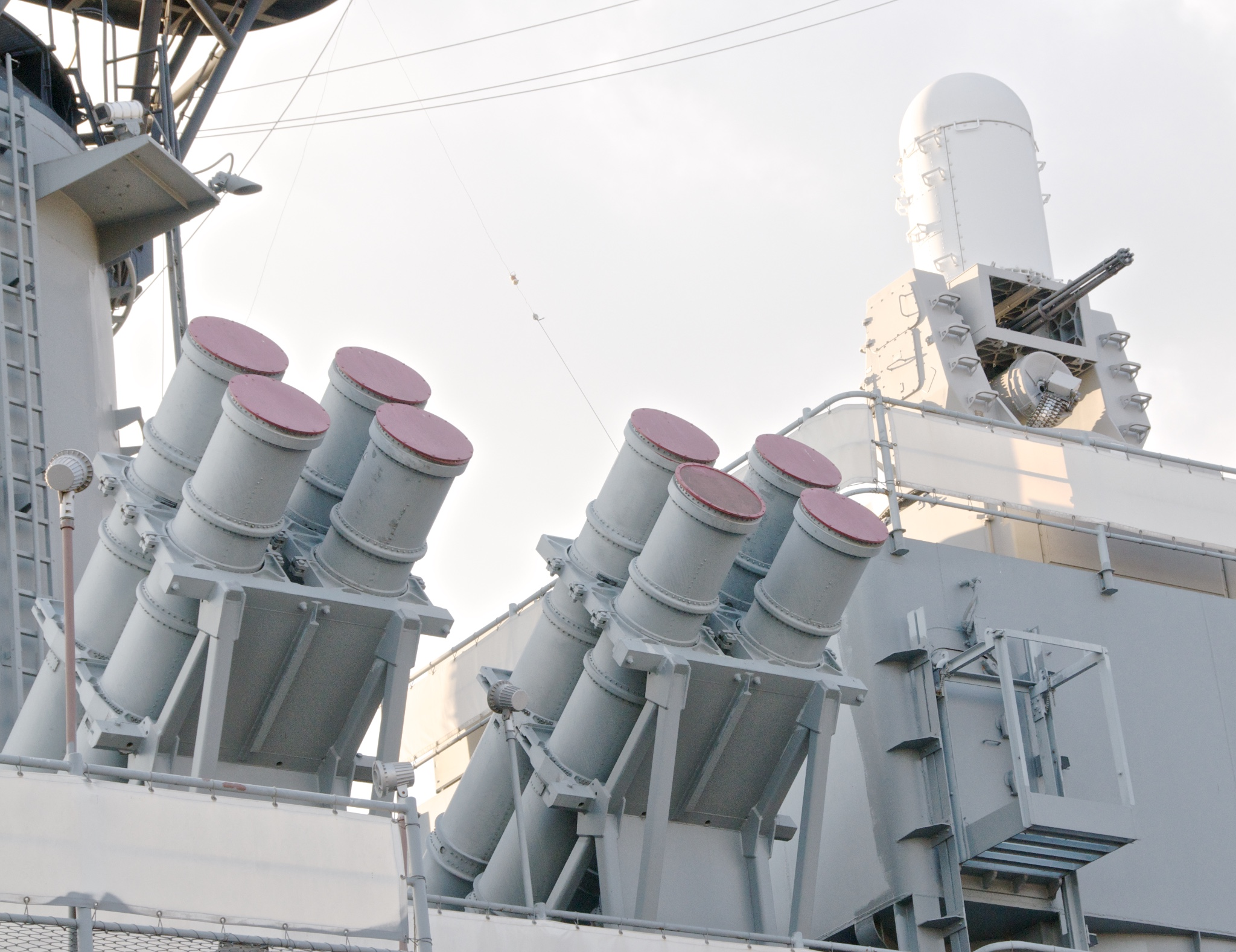
Пусковые установки ПКР «Гарпун» и ЗАК «Фаланкс» на линкоре «Нью Джерси»
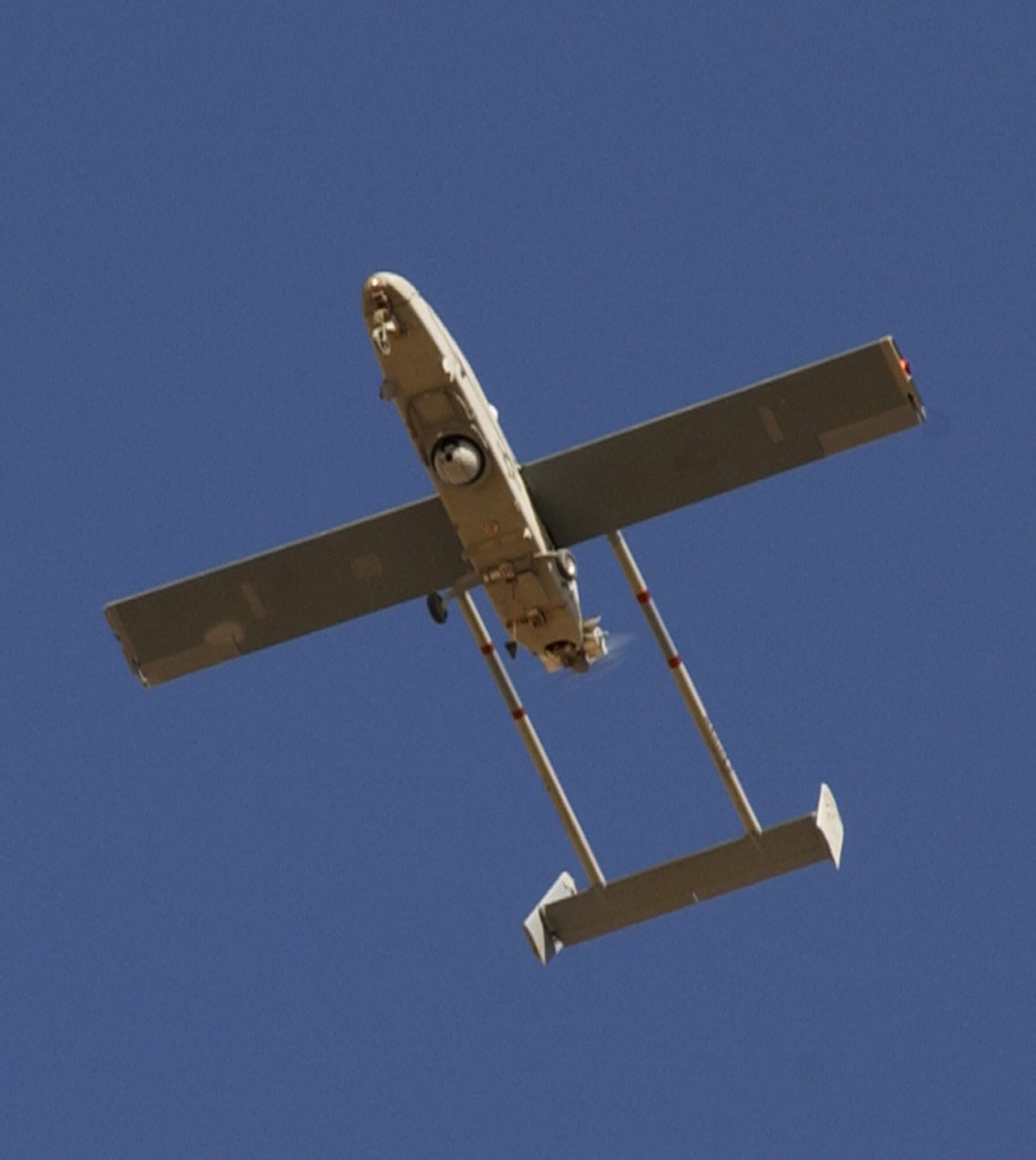
БПЛА «Пионер» в полёте
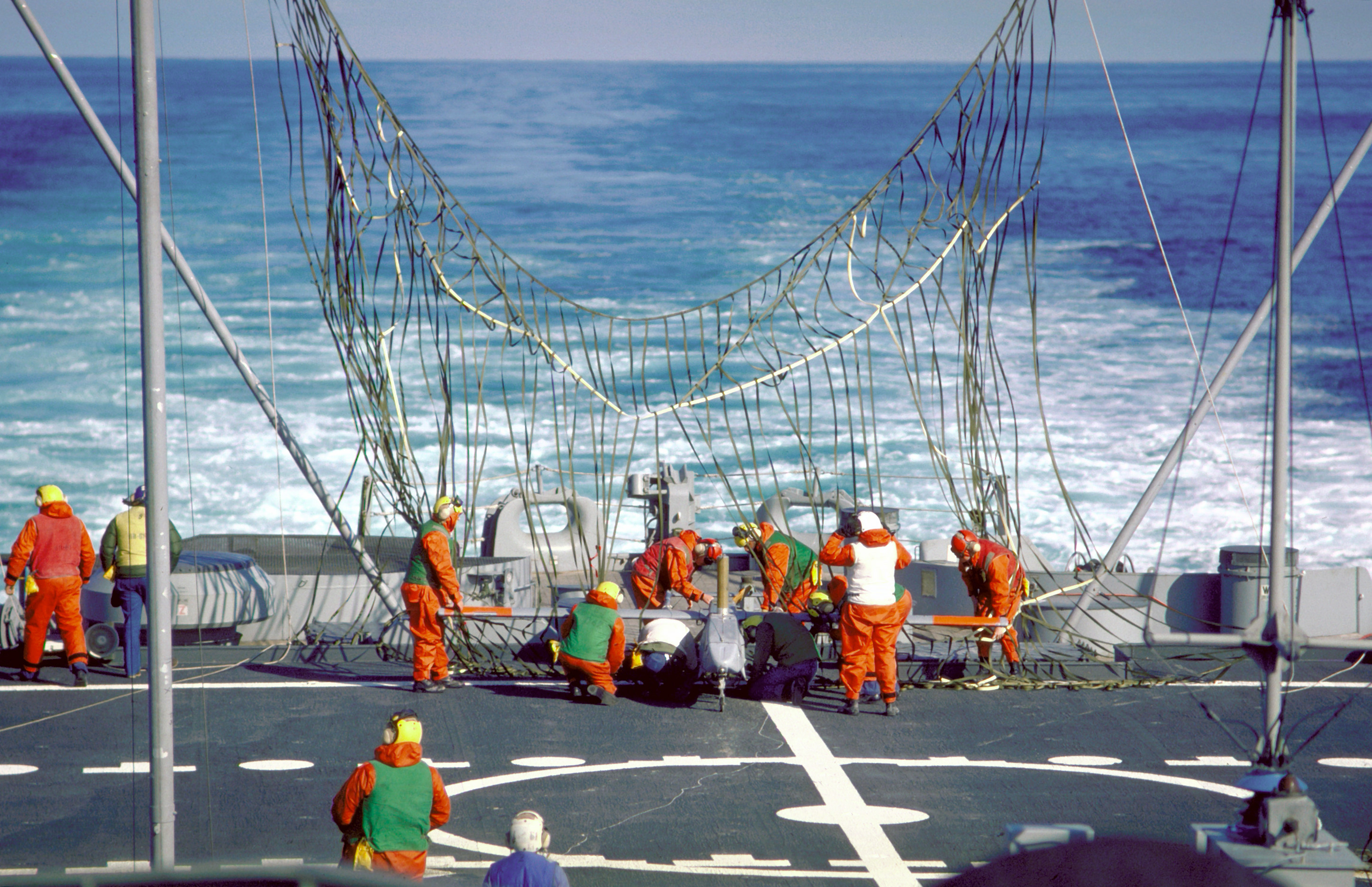
Работа экипажа линкора «Айова» с БПЛА «Пионер» после его «посадки» в спасательную сеть

Вооружение
- 9 × 406 мм/50 Mk.7 (2 носовые, 1 кормовая трёхорудийные башни)
- 12 × 127 мм/38 Mk.12 (6 двухорудийных башен)
- 32 × BGM-109 КР «Томагавк»
- 4 × 4 ПКРК «Гарпун»
- 4×6 20 мм/76 «Mk.15 Phalanx»

Электронное оборудование
По данным.
- 1 × AN/SPS-49 — радар дальнего воздушного обзора;
- 1 × AN/SPS-10F — радар дальнего обзора поверхности;
- 1 × LN-66 — навигационный радар;
- 4 × СУО Mk.37 + 4 радара Mk.25
- 2 × СУО Mk.38 + 2 радара Mk.13
- 1 × СУО Mk.40 + 1 радар Mk.27
- 2 × СУО Mk.51
- 6 × СУО Mk.56
- 4 × СУО Mk.37
- 2 × СУО Mk.63 + 2 радара Mk.34
- 1 × AN/SLQ-31(V)3 — система РЭБ
- 1 × Боевой командный центр (Combat Engagement Center)
- 8 × Mk.36 Super RBOC
- 2 × WSC-3 — системы спутниковой связи.

## Представители
Всего построено 4 корабля, ещё два закладывались, но не были достроены.
| Название           | Изображение    | Верфь                  | Заказан    | Заложен/ Начало рекон- струкции | Спущен     | В строю                                     | Резерв/ Списан                              | Судьба                                                                                                |
| ------------------ | -------------- | ---------------------- | ---------- | ------------------------------- | ---------- | ------------------------------------------- | ------------------------------------------- | --- |
| «Айова» BB-61      | USS Iowa       | New York Navy Yard     | 01.07.1939 | 27.06.1940 09.1982              | 27.08.1942 | 22.02.1943 25.08.1951 28.04.1984            | 24.03.1949 24.02.1958 26.10.1990            | С лета 2012 года на вечной стоянке в качестве корабля-музея в порту Сан-Педро (Лос-Анджелес)          |
| «Нью-Джерси» BB-62 | USS New Jersey | Philadelphia Navy Yard |            | 16.09.1940 06.1981              | 07.12.1942 | 23.05.1943 21.11.1950 06.04.1968 28.12.1982 | 30.06.1948 21.08.1957 17.12.1969 08.02.1991 | Отправлен в резерв 8 февраля 1991 года. В 1999 году превращён в военно-морской музей в городе Камден. |
| «Миссури» BB-63    | USS Missouri   | New York Navy Yard     |            | 06.01.1941 08.1984              | 29.01.1944 | 11.06.1944 10.05.1986                       | 26.02.1955 31.03.1992                       | 4 мая 1998 года превращён в корабль-музей в Пёрл-Харборе                                              |
| «Висконсин» BB-64  | USS Wisconsin  | Philadelphia Navy Yard |            | 25.01.1941 08.1986              | 07.12.1943 | 24.09.1944 03.03.1951 22.10.1988            | 01.07.1948 08.03.1958 30.09.1991            | Списан 30 сентября 1991 года. 12 февраля 1998 года превращён в корабль-музей в городе Норфолк.        |
| «Кентукки» BB-65   |                | Philadelphia Navy Yard |            | 12.06.1944                      |            |                                             | 09.06.1958                                  | В строй не введены, отправлены на слом 31 октября 1958 года                                           |
| «Иллинойс» BB-66   |                | Norfolk Navy Yard      |            | 15.01.1945                      |            |                                             | 12.08.1945                                  | В строй не введены, отправлены на слом 31 октября 1958 года                                           |

## История кораблей серии

### «Айова»

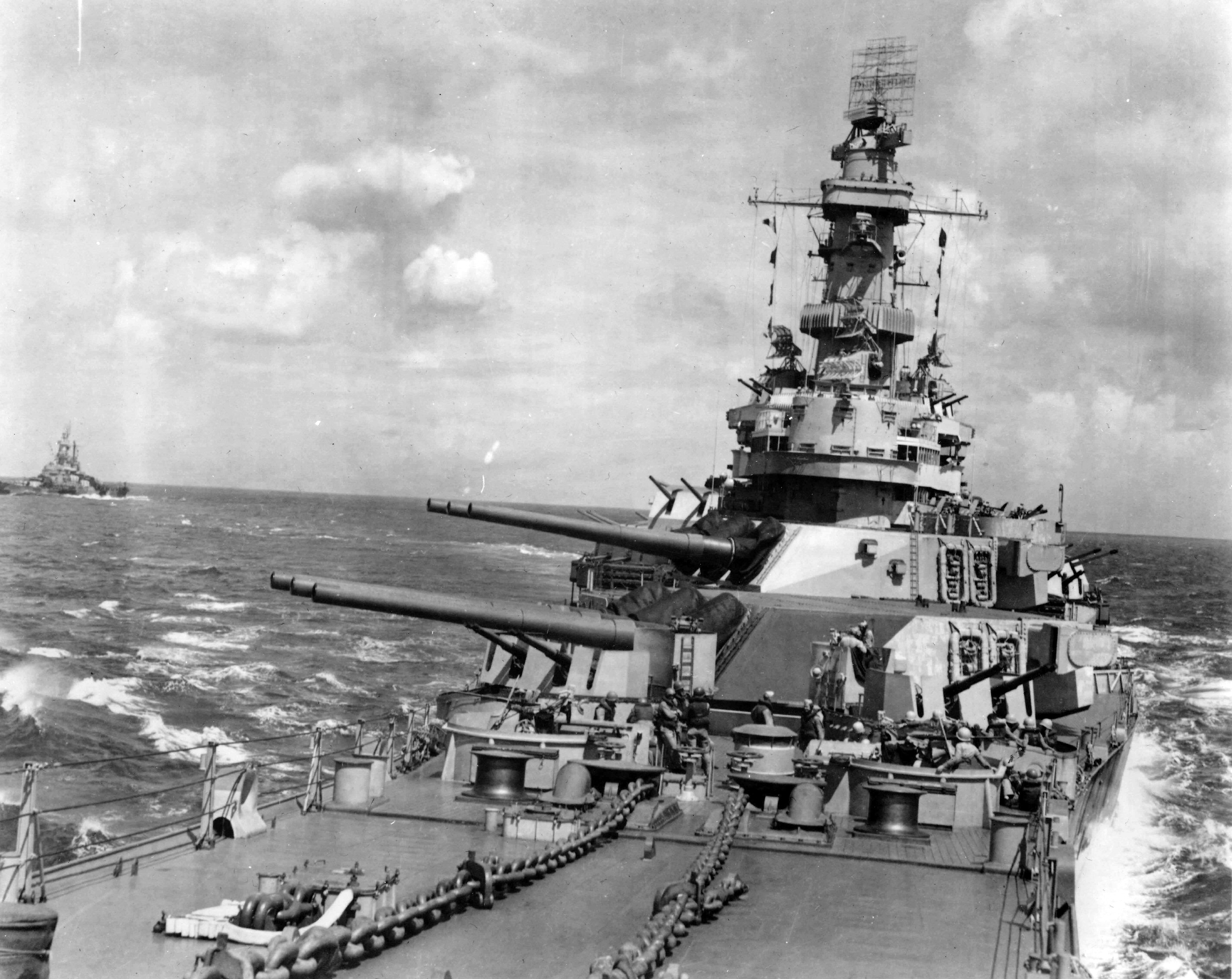
Линкор «Айова» в декабре 1943 — январе 1944 года

После вступления в строй «Айова» базировалась в Арджентии на острове Ньюфаундленд. С августа по сентябрь 1943 года линкор находился в готовности к выходу на перехват германского линкора «Тирпиц». С 13 ноября по 16 декабря 1943 года на «Айове» совершал вояж президент США Ф. Рузвельт. Сначала «Айова» доставила Рузвельта в Касабланку, откуда тот направился на Тегеранскую конференцию, а после её окончания линкор доставил президента обратно в США. 2 января 1944 года «Айова» была отправлена на Тихий океан. Здесь «Айова» вошла в состав охранения быстроходного авианосного соединения TF.58 и вместе с ним приняла участие в ряде операций. 23 января 1944 года линкор осуществлял поддержку авианалёта на атоллы Кваджелейн и Эниветок. 16 февраля корабль принял участие в бою с отрядом японских кораблей и потоплении учебного крейсера «Катори». Во время рейдов соединения «Айова» обстреливала японские позиции на островах в Тихом океане: 18 марта — Мили, 1 мая — Понапе, 13 июня — Сайпан и Тиниан. «Айова» приняла участие в сражении в Филиппинском море 19—20 июня 1944 года, сбив при этом 3 самолёта.
В сентябре — октябре 1944 года линкор занимался прикрытием авианосного соединения, наносившего воздушные удары по Филиппинам, островам Рюкю и Формоза. 17 декабря во время шторма получил повреждения с нарушением линии гребного вала. С 15 января по 19 марта 1945 года находился на ремонте в Сан-Франциско.
15 апреля «Айова» вернулась в зону боевых действий, прибыв к острову Окинава для поддержки десантной операции. В составе быстроходного авианосного соединения линкор участвовал в рейде на Кюсю, обстреляв 15 июля японский город Муроран, 17—18 июля город Хитачи, а 29—30 июля остров Кахоолаве. 29 сентября для поддержки оккупационных сил вошёл в Токийский залив. 20 сентября вышел из Японии и 15 октября прибыл в Сиэтл. На этом Вторая мировая война для «Айовы» закончилась. За время боевых действий линкор получил девять боевых звёзд.
В качестве флагмана 5-го флота с 27 января по 25 марта 1946 года линкор находился в Японии. 24 марта 1949 года выведен в резерв в Лонг-Бич. В связи с обострением политической обстановки на Дальнем Востоке заново введён в строй 25 августа 1951 года. В составе 7-го флота с 8 апреля по 17 октября 1952 года принимал участие в Корейской войне. Получил ещё две боевые звезды.
В 1953 году прошёл ремонт на верфи ВМС в Норфолке. После ремонта совершил учебный поход по Вест-Индии. В июле 1953 года принял участие в манёврах НАТО «Маринер», где действовал совместно с британским линкором «Вэнгард».
В 1954 году «Айова» совершила ряд учебных походов в Карибском бассейне. С января по апрель 1955 года совершила поход в Средиземное море. Затем линкор встал в Норфолке на четырёхмесячный ремонт, во время которого были заменены стволы 406-мм орудий. В январе 1957 года «Айова» снова была в походе в Средиземном море. Вернувшись домой, «Айова» 13 июня 1957 года приняла участие в международном параде на Хэмптонском рейде. 24 февраля 1958 года линкор был выведен в резерв в Филадельфии.
После принятия решения о возвращении в строй «Айова» 1 сентября 1982 года была поставлена на модернизацию. Введён в строй 28 апреля 1984 года. В мае — июне линкор совершил учебный поход по Карибскому бассейну со стрельбами у берегов Пуэрто-Рико. Затем с 8 по 26 августа нёс патрульную службу у побережья Гватемалы и Никарагуа, принял участие в манёврах у Пуэрто-Рико с 1 по 20 ноября 1985 года. В феврале 1985 года занимался «демонстрацией флага» у берегов Коста-Рики и Гондураса. С 26 апреля по 31 июля 1985 года «Айова» прошла ремонт и докование в Норфолке и после завершения ремонта ушла в Европу для участия в манёврах «Ocean Freedom». В августе — сентябре 1985 года линкор посетил Гавр, Копенгаген и Осло. В октябре принял участие в учениях «Baltops-85» на Балтике. Посетил Киль и 5 ноября вернулся в Норфолк. В 1986 году совершил два плавания в Карибское море. В сентябре принял участие в очередных манёврах НАТО, после чего посетил Портсмут и Бремерхафен.
С 9 декабря 1986 по 26 февраля 1987 года линкор совершил очередное плавание в Карибское море с заходом в Гуантанамо, порты Гондураса, Колумбии, Пуэрто-Рико и Виргинских островов. В мае 1987 года совершил учебные походы к Пуэрто-Рико и в Западную Атлантику. Линкор перевели в состав 6-го флота, и 10 сентября 1987 года «Айова» вышла в Средиземное море. 8 октября 1987 года совершила заход в Стамбул. С 22 октября по 8 ноября 1987 года линкор принял участие в манёврах НАТО в Северном море, с заходом в Тронхейм. 25 ноября 1987 года прошёл Суэцкий канал и 4 декабря прибыл на базу США на острове Диего-Гарсия. С декабря 1987 по февраль 1988 года «Айова» несла патрульную службу в Аравийском море и Персидском заливе. 20 февраля 1988 года прошла Суэцкий канал и 10 марта прибыла в Норфолк. С 21 по 25 апреля 1988 года линкор принял участие в морском параде в Нью-Йорке.
Весной 1989 года «Айова» проводила очередной учебный поход в Карибском бассейне. 19 апреля 1989 года во время учебных стрельб произошёл взрыв в башне ГК № 2, приведший к гибели 47 человек. После взрыва «Айова» не восстанавливалась. 26 января 1990 года корабль выведен в резерв, где и находился до 27 октября 2011 года, когда был переведён со стоянки резервного флота Сьюсан-Бейen в порт Ричмонда (шт. Калифорния) для покраски и обновления. 27 мая 2012 года в день 75-летия корабль был отбуксирован под мостом Золотые ворота на конечную стоянку в порту Лос-Анджелеса.

### «Нью-Джерси»

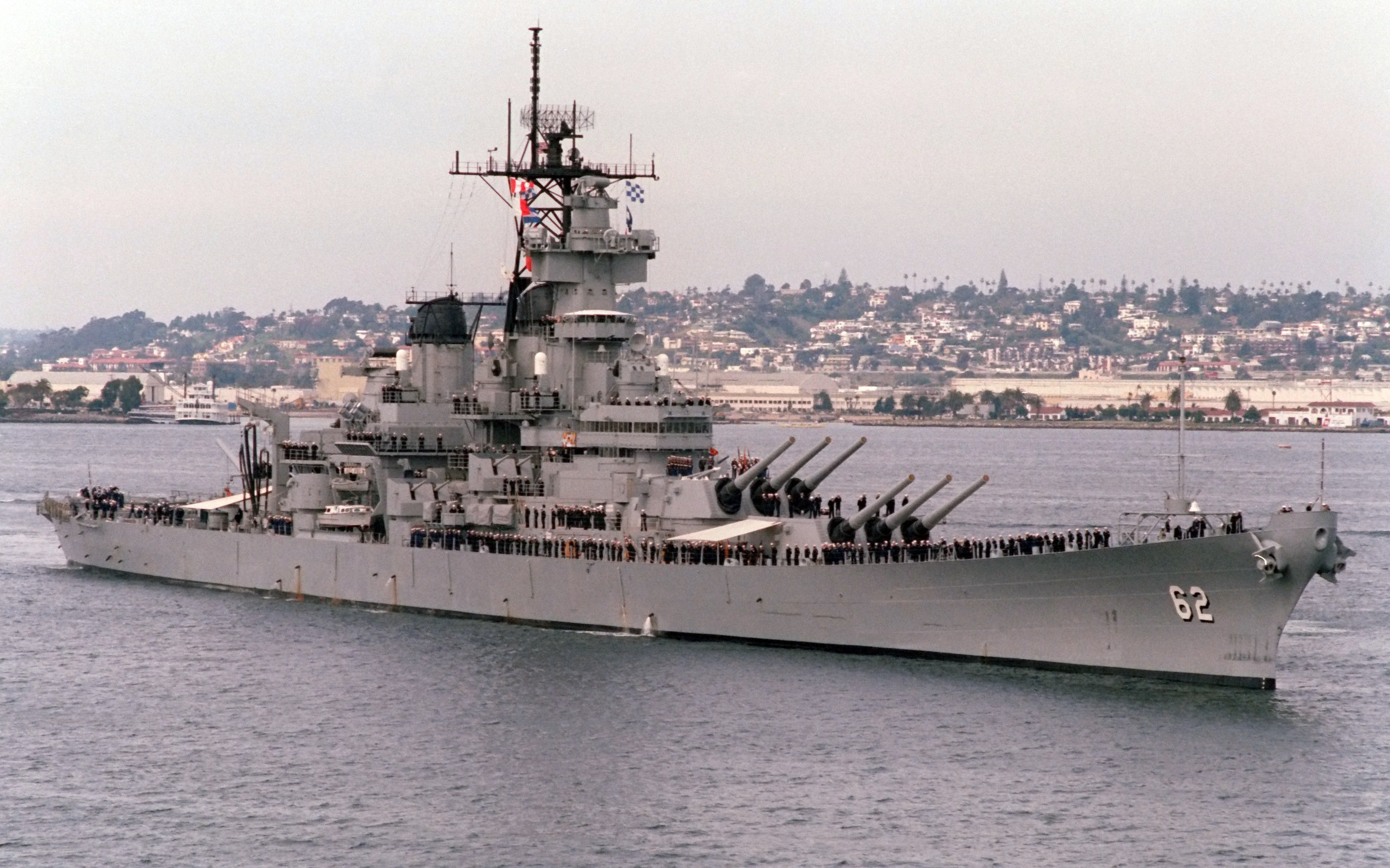
Линкор «Нью-Джерси» на рейде

После завершения ускоренного цикла подготовки «Нью-Джерси» был отправлен на Тихий океан. Пройдя 7 января 1944 года Панамский канал, линкор прибыл 22 января 1944 года на атолл Фунафути, после чего вошёл в состав охранения быстроходного авиационного соединения TF.58. В первый боевой поход вышел 29 января 1944 года. 16 февраля 1944 года принял участие в бою с отрядом японских кораблей, совместно с другими американскими кораблями потопив вооружённый траулер «Шонан Мару № 15» и эсминец «Майкадзэ». Во время рейдов авианосного соединения вёл обстрел японских позиций на островах в Тихом океане — 18 марта на Мили, с 29 по 30 апреля на Труке, 1 мая на Понапе, 12 июня на Сайпане и Тиниане. 19 июня 1944 года принял участие в сражении в Филиппинском море, помогая отбивать атаки японских самолётов. С 9 по 30 августа находился в Пёрл-Харборе. После возвращения в зону боевых действий продолжил сопровождать быстроходное авиационное соединение. Принял участие в нанесении соединением ударов по Филиппинам в сентябре — декабре 1944 года, по Формозе, Индокитаю, Гонконгу и Амою в январе 1945 года, по Иводзиме, Окинаве и Токио в феврале — марте 1945 года. 24 мая 1944 года обстреливал цели на острове Окинава. С мая по июнь 1945 года линкор ремонтировался на верфи «Пьюджент-Саунд» в Бремертоне. 4 июля ушёл в Пёрл-Харбор и затем отправился на Эниветок. 8 августа 1945 года обстреливал остров Уэйк. С 17 сентября до конца 1945 года находился в Токийском заливе в составе сил поддержки оккупационных войск. 10 февраля 1946 года прибыл в Сан-Франциско, доставив 1000 демобилизованных солдат. За время Второй мировой войны «Нью-Джерси» был награждён девятью боевыми звёздами.
В 1946 году «Нью-Джерси» ремонтировался на верфи ВМС «Пьюджет-Саунд». 23 мая 1947 года зачислен в состав Атлантического флота. С 7 июня по 18 июля 1947 года совершил поход в Европу, с заходом в Осло и Портсмут. Сентябрь 1947 года провёл на учениях в Карибском море. 30 июня 1948 года выведен в резерв, отстаиваясь в Бейонне, штат Нью-Джерси. 21 октября 1950 года выведен из резерва. 16 апреля 1951 года после проведения учебного похода в Карибское море вышел из Норфолка на Дальний Восток. 17 мая 1951 года прибыл к берегам Кореи, став флагманским кораблём 7-го флота. До 14 ноября 1951 года линкор участвовал в боевых действиях, получив 20 мая 1951 года попадание снарядом с северокорейской береговой батареи. 20 декабря 1951 года вернулся в Норфолк и встал на шестимесячный ремонт. С 19 июля по 5 сентября 1952 года находился в походе в европейские воды, зайдя в Шербур и Лиссабон. Затем находился в Карибском море. 5 марта 1953 года вновь отбыл из Норфолка к берегам Кореи. С 12 апреля по 28 июля 1953 года принял повторное участие в Корейской войне. Во время похода совершил заходы 5 апреля и 14 октября в Йокосуку, 20 августа в Гонконг и 16 сентября в Пусан, вернувшись в Норфолк 14 ноября 1953 года. За время боевых действий в Корее получил четыре боевые звезды.
1954 и 1955 годы линкор провёл в учебных плаваниях по Атлантическому океану и Карибскому морю. С 7 сентября 1955 года по 7 января 1956 года «Нью Джерси» в составе 6-го флота находился в Средиземном море. За это время он нанёс визиты в Гибралтар, Валенсию, Барселону, Канн, Стамбул и бухту Суда на Крите. С 27 августа по 15 октября в Северной Атлантике участвовал в манёврах НАТО, посетив при этом Осло и Лиссабон. 21 августа 1957 года выведен в резерв в Бейонне.
6 апреля 1968 года вновь введён в строй и до 16 мая 1968 года проходил ремонт в Филадельфии. 11 июня 1968 года прибыл в Лонг-Бич, откуда 3 сентября 1968 года отбыл в Южно-Китайское море. С 25 сентября 1968 года по 31 марта 1969 года «Нью-Джерси» принимал участие в войне во Вьетнаме, заслужив 2 боевые звезды. На обратном пути в США экстренно включен в состав боевого соединения в Японском море. Обострение обстановки в районе Кореи было связано со сбитием северокорейским истребителем 14 апреля 1968 года американского разведывательного самолёта ЕС-121. При этом погиб 31 человек. Приказ был отменён, и 5 мая «Нью-Джерси» прибыл в Лонг-Бич. 17 декабря 1968 года линкор в очередной раз выведен в резерв в Бремертоне.
27 апреля 1981 года, после принятия решения о реактивации, «Нью-Джерси» был направлен в Лонг-Бич для модернизации. Введён в строй 28 декабря 1982 года. 10 мая 1983 года с борта линкора был осуществлён учебный пуск ракеты «Томагавк». С июня по июль 1983 года «Нью-Джерси» совершил поход в Пёрл-Харбор, Манилу, Субик-Бей и к берегам Никарагуа. В сентябре 1983 года отправлен на Средиземное море. Дважды, 14 декабря 1983 года и 8 февраля 1984 года, обстреливал позиции сирийской армии в Южном Ливане. С весны 1984 по январь 1985 года прошёл ремонт и докование. С января по май 1986 года участвовал в манёврах в Тихом океане, находясь с августа у берегов Таиланда. 11 декабря 1986 года вернулся в Лонг-Бич. С 1987 по 1989 год принял участие в ряде учебных походов и манёвров флота. 8 февраля 1991 года выведен из боевого состава и поставлен на прикол в Бремертоне. В ноябре 1999 года отбуксирован в Филадельфию и установлен в качестве корабля-музея.

### «Миссури»

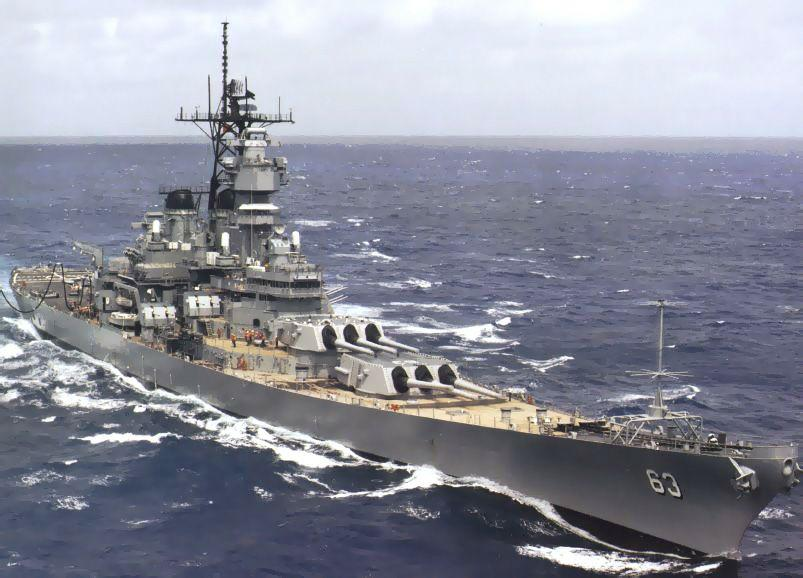
Линкор «Миссури»

После завершения ускоренного курса боевой подготовки «Миссури» с 11 по 18 ноября 1944 года совершил переход из Норфолка в Сан-Франциско. 13 января 1945 года линкор прибыл на Улити и вошёл в состав быстроходного авианосного соединения TF.58, став флагманом командующего соединением адмирала Митшера. В январе — марте 1945 года вместе с соединением наносил удары по целям на Японских островах. 19 февраля обстреливал Иводзиму. За февраль сбил 5 японских самолётов. 24 марта 1945 года артогнём поддерживал высадку десанта на Окинаву. 11 и 16 апреля подвергался атакам камикадзе, получив лёгкие повреждения. 5 мая 1945 года соединение подверглось массированной атаке камикадзе, во время которой «Миссури» удалось сбить от 5 до 6 самолётов. С 27 мая по 6 июня 1945 года прикрывал авианосное соединение во время бомбардировок острова Кюсю. С 13 июня по 8 июля 1945 года «отдыхал» в заливе Лейте. После этого продолжил действовать у японского побережья, обстреляв 15 июля Муроран и 17—18 июля Хитачи. 29 августа вошёл в Токийский залив. Здесь 2 сентября на борту «Миссури» состоялась церемония подписания акта о безоговорочной капитуляции Японии. 6 сентября линкор покинул Токийский залив, затем посетил Гуам и Пёрл-Харбор и 23 октября прибыл в Нью-Йорк, встав на ремонт. За время Второй мировой войны «Миссури» заслужил три боевые звезды.
Начало 1946 года застало линкор в учебном походе на Кубу. С 22 марта по 9 мая 1946 года «Миссури» находился в Средиземном море, совершив заходы в Стамбул, Пирей, Алжир и Танжер. Совершив ряд походов по Атлантике, 30 августа 1947 года зашёл с визитом в Рио-де-Жанейро. На обратном пути в США с 7 по 19 сентября занимался доставкой в Норфолк находившегося с визитом в Бразилии президента Г. Трумэна. С 23 сентября 1947 по 10 марта 1948 года линкор прошёл ремонт. После выхода из ремонта «Миссури» совершил учебный поход в Гуантанамо, а в ноябре 1948 года три недели провёл в походе в арктические воды. С 23 сентября 1949 года по 17 января 1950 года опять проходил ремонт и модернизацию в Норфолке. 17 января 1950 года, во время испытаний, сел на мель в Чесапикском заливе. Снят с мели только 1 февраля 1950 года, после чего линкору пришлось снова встать на срочный ремонт полученных повреждений. Полностью устранить их не удалось, и 19 августа 1950 года «Миссури» ушёл к берегам Кореи. С 15 сентября 1950 по 19 марта 1951 года принимал участие в боевых действиях Корейской войны. На обратном пути с 23 по 28 марта 1951 года совершил заход в Йокосуку и 27 апреля 1951 года вернулся в Норфолк. Летом 1951 года «Миссури» совершил два учебных похода в Северную Европу. С 18 октября 1951 по 30 января 1952 года проходил ремонт в Норфолке. После ремонта совершил учебный поход в Гуантанамо с февраля по июнь 1952 года. Затем 11 сентября 1952 года вновь вышел к берегам Кореи. С 25 октября 1952 по 25 марта 1953 года повторно участвовал в боевых действиях. За время Корейской войны «Миссури» заслужил пять боевых звёзд.
4 мая 1953 года вернулся в Норфолк и с 20 ноября 1953 по 2 апреля 1954 года прошёл ремонт. Затем совершил учебный поход в Европу с 7 июня по 3 августа 1954 года, совершив заходы в Лиссабон и Шербур. 26 февраля 1955 года выведен в резерв в Бремертоне. Находясь в резерве, выступал в качестве корабля-музея, принимая ежегодно до 100 000 посетителей. После принятия решения о вводе в строй с 14 по 25 мая 1985 года переведён на модернизацию в Лонг-Бич. Заново введён в строй 10 мая 1986 года. Из Лонг-Бич вышел в кругосветное плаванье. Находился в нём с 10 сентября по 19 декабря 1986 года, пройдя через Пёрл-Харбор, Сидней, Диего-Гарсия, Суэцкий канал, Стамбул, Лиссабон, Панамский канал и затем вернувшись в Лонг-Бич. С 27 июля 1987 года по 19 января 1988 года находился в походе в Аравийское море и Персидский залив. В 1988—1990-х годах линкор участвовал в манёврах «Rimpac-88» и «Rimpac-90», во время которых нанёс визиты в Ванкувер и Пусан. С 17 января по 28 февраля 1991 года принял участие в боевых действиях против Ирака. На обратном пути в США посетил австралийские Перт и Хобарт. В мае 1991 года после прибытия в США нанёс визиты в Сиэтл, Ванкувер и Сан-Франциско. 7 декабря 1991 года находился в Пёрл-Харборе на мемориальных мероприятиях по поводу 50-й годовщины атаки Японии на Пёрл-Харбор. 31 марта 1992 года линкор выведен из состава флота и поставлен у причальной стенки в Бремертоне. 23 мая 1998 года перешёл в Пёрл-Харбор и поставлен на вечную стоянку у острова Форд. С 29 января 1999 года «Миссури» открыт для посещений.

### «Висконсин»

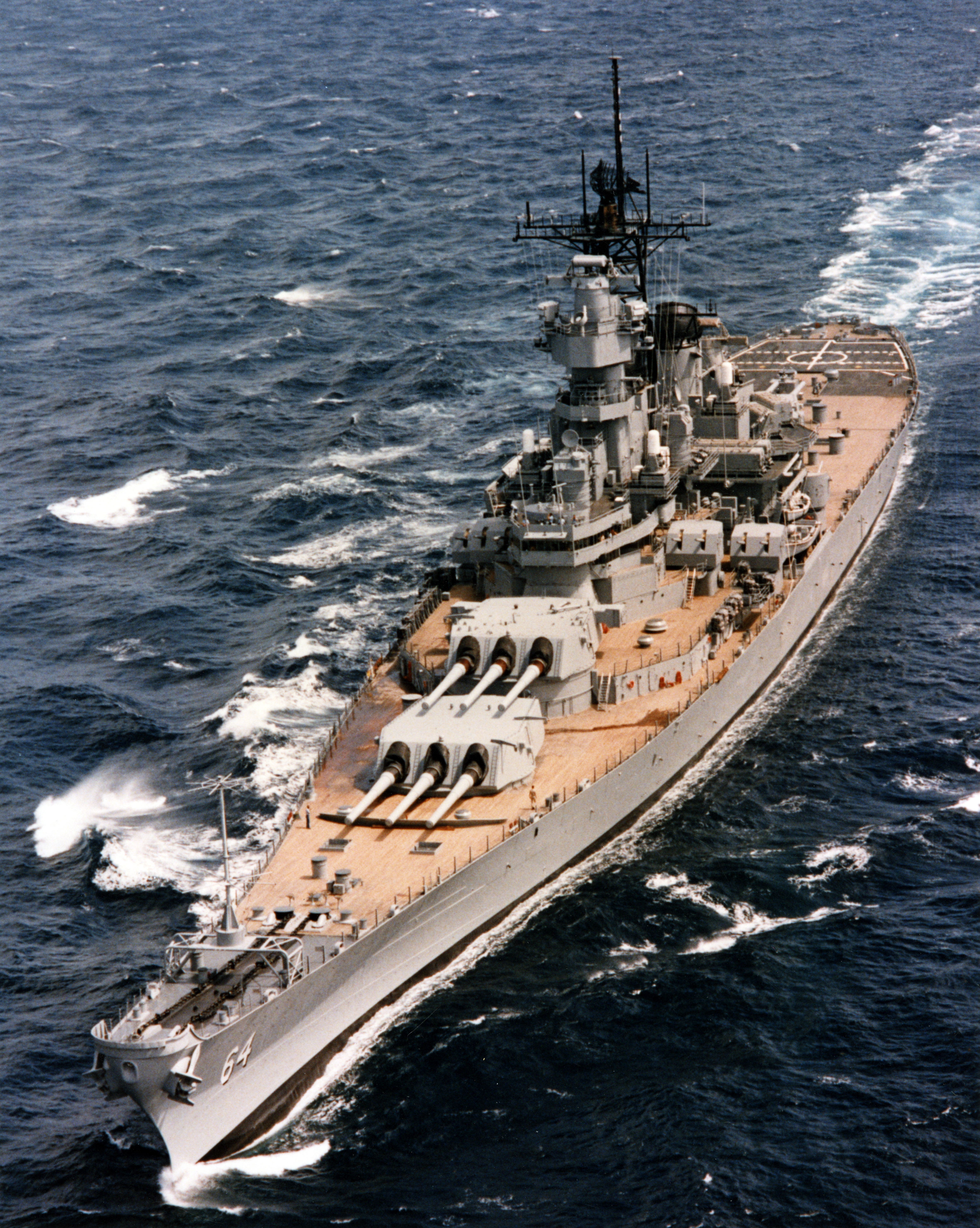
Линкор «Висконсин»

Завершив цикл боевой подготовки, «Висконсин» 24 сентября 1944 года вышел из Норфолка на Тихий океан и прибыл на атолл Улити 9 декабря 1944 года. Включен в состав быстроходного авианосного соединения. Сопровождал его во время нанесения воздушных ударов в январе 1945 года по Лусону и Формозе, в феврале — по Японии и Иводзиме. С мая по июнь 1945 года прикрывал авианосцы во время рейдов на японское побережье, в июле обстреливал Мурорна и Хитачи. Последней операцией линкора стало прикрытие рейда на Токио 13 августа 1945 года. 5 сентября «Висконсин» зашёл в Токийский залив и 23 сентября прибыл на Окинаву. Взяв на борт возвращавшихся домой американских солдат, отбыл в США. 4 октября линкор прибыл в Пёрл-Харбор, а 15 октября — в Сан-Франциско. За время боевых действий «Висконсин» был награждён пятью боевыми звёздами. Пройдя 23 сентября 1945 года Панамский канал, линкор прибыл на восточное побережье США. 18 января 1946 года принял участие в параде на Хэмптонском рейде. Лето 1946 года линкор провёл на ремонте в Норфолке. По завершении ремонта в ноябре 1946 года «Висконсин» совершил поход вдоль берегов Южной Америки, нанеся визиты в Вальпараисо, Кальяо и Ла-Гуайра. С июня по июль 1947 года находился в походе к Северной Европе. 1 июля 1947 года выведен в резерв в Норфолке. 3 марта 1951 года реактивирован и вновь вступил в строй флота. Выйдя из Норфолка, совершил учебное плавание с заходом в Эдинбург, Лиссабон, Галифакс, Нью-Йорк и Гуантанамо. Вернулся в Норфолк и уже отсюда 25 октября 1951 года ушёл на Тихий океан, 26 ноября посетив Йокосуку. С 2 декабря 1951 по 1 апреля 1952 года принимал участие в Корейской войне. 15 марта 1952 года был обстрелян береговой батареей и получил попадание снаряда. За время боевых действий в Корее получил одну боевую звезду. Вернувшись в США, 4—5 апреля принял участие в испытаниях крупнейшего американского плавучего дока на Гуаме. Прибыл в Лонг-Бич 19 апреля 1952 года, а затем через Панамский канал вернулся в Норфолк. В июне — июле 1952 года совершил учебный поход в Европу, зайдя в Гринок, Брест и Гуантанамо. 25 августа 1952 года вышел из Норфолка для участия в учениях НАТО, зайдя с визитами в Гринок и Осло. После ремонта в Норфолке в феврале 1953 года зашёл на Кубу и 9 сентября 1953 года ушёл на Дальний Восток. Здесь он сменил «Нью-Джерси» в качестве флагмана 7-го флота. Вернулся в Норфолк 4 мая 1954 года. 12 июня 1954 года вышел в очередной учебный поход в европейские воды, посетив Гринок, Брест и на обратном пути Гуантанамо.
В конце 1954 года прошёл ремонт в Норфолке. В январе 1955 года посетил Гаити, а летом 1955 года во время учебного похода снова заходил в европейские порты — Эдинбург и Копенгаген, по возвращении домой зайдя в Гуантанамо. В конце 1955 года вновь проходил ремонт в Нью-Йорке. С января по март 1956 года совершил учебный поход с посещением Гаити, Мексики и Колумбии. 6 мая 1956 года столкнулся с эсминцем «Итон». Носовая оконечность линкора была сильно повреждена, и во время ремонта с 13 мая по 28 июня 1956 года на нём была установлена носовая секция от недостроенного однотипного линкора «Кентукки». Вернувшись в строй, «Висконсин» совершил с 9 июля по 31 августа 1956 года учебный поход в Европу, посетив Гринок, Барселону и, на обратном пути, Гуантанамо. Затем с 3 января по 7 февраля 1957 года линкор совершил поход к берегам Кубы и Пуэрто-Рико, проведя практические стрельбы. С 27 марта по 27 мая 1957 года совершил поход в Средиземное море, где принял участие в учениях НАТО. Посетил Гибралтар, Неаполь и Валенсию. С 19 июня по 5 августа 1957 года совершил поход на Тихий океан, дойдя до Вальпараисо и вернувшись обратно. С 14 сентября по 22 октября 1957 года опять отправился к берегам Европы, зайдя в Клайд и Брест. 8 марта 1958 года линкор выведен в резерв в Бейонне. После принятия решения о расконсервации 8 августа 1986 года отбуксирован на модернизацию в Новый Орлеан. Вступил в строй 22 октября 1988 года. С января по февраль 1991 года принял участие в боевых действиях против Ирака. 30 сентября 1991 года выведен из состава боевого флота. С 16 апреля 2001 года установлен в качестве корабля-музея в Норфолке.

### «Иллинойс» и «Кентукки»

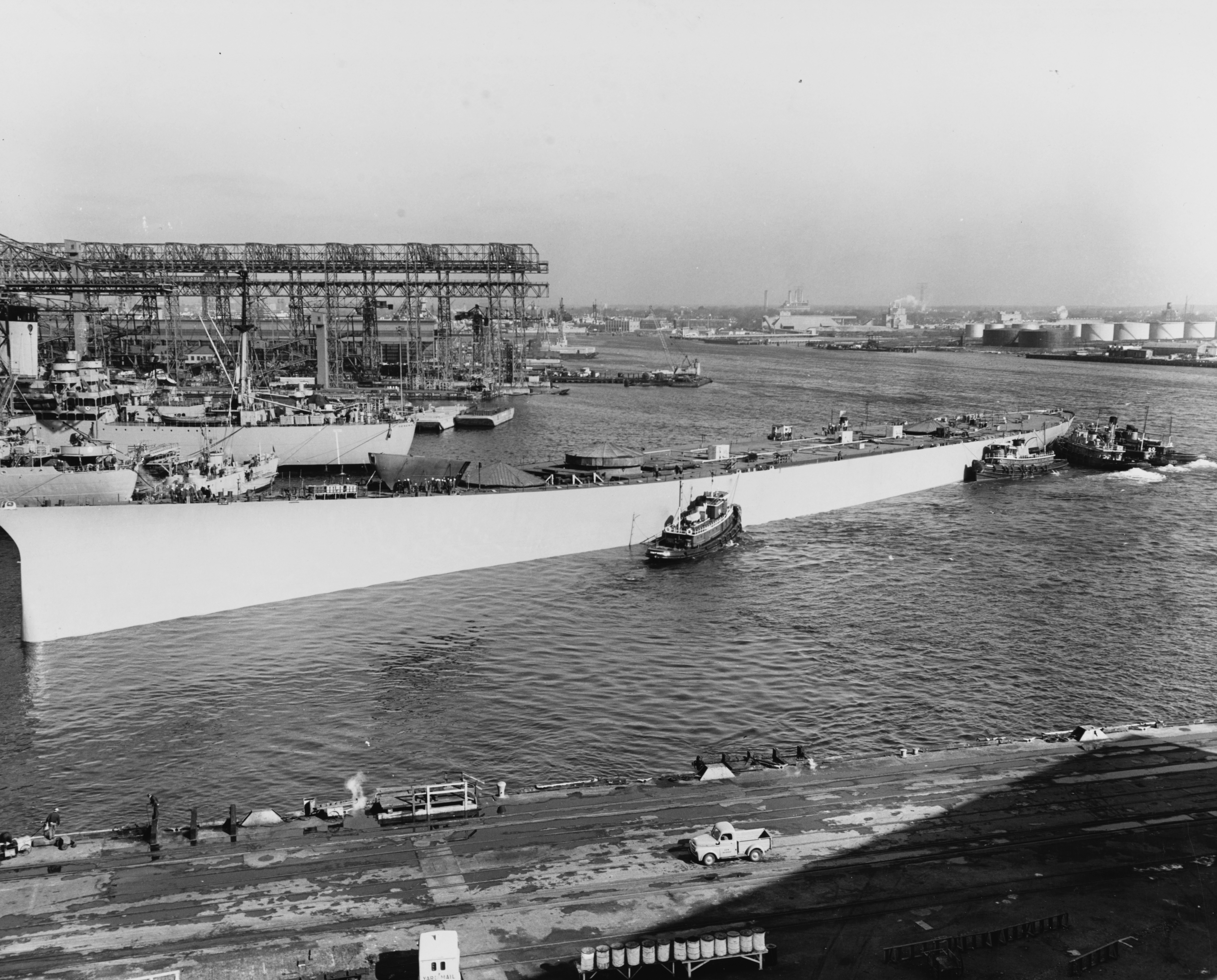
Вывод корпуса недостроенного линкора «Кентукки» из сухого дока для постановки линкора «Миссури» на ремонт

Корпуса линкоров «Иллинойс» и «Кентукки» изначально закладывались как корпуса «Монтаны» и «Огайо», первого и второго линкоров типа «Монтана»; однако принятие Чрезвычайной военной судостроительной программы 19 июля 1940 года привело к тому, что оба корпуса были перезаказаны как линкоры типа «Айова» с целью экономии времени при строительстве новых боевых кораблей.
Линкор «Иллинойс» был заказан 9 сентября 1940 года, заложен 15 января 1945 года. Строительство было остановлено 11 августа 1945 года, когда готовность корабля составляла 22 % Достройка не возобновлялась из-за отсутствия средств, и корпус корабля был продан на слом в сентябре 1958 года.
Линкор «Кентукки» был заказан 9 сентября 1940 года, заложен 6 декабря 1944 года. Строительство прекращено 17 февраля 1947 года, когда корабль был готов приблизительно на 12 %. В 1948 году постройка корабля возобновилась в связи с намерением завершить его по усовершенствованному проекту; однако усовершенствованный проект так и не был утверждён, и достройка корабля велась по прежним чертежам, пока не была окончательно остановлена в 1950 году. Корпус корабля был фактически «спущен» на воду 20 января 1950 года с целью освобождения дока для постановки на ремонт линкора «Миссури». В связи с высокой готовностью корпуса недостроенный линкор был законсервирован. В 1950-х обсуждалась возможность достройки его как ракетоносного корабля, но цена оказалась слишком высока. В 1956 году носовая оконечность линкора была использована для ремонта повреждённого «Висконсина», а оставшийся корпус был продан на лом в 1959 году.

## Оценка проекта
| Сравнительные ТТХ линкоров постройки 1930—1940-х гг. |                       |                                  |                                  |                                  |                           |                           |                            |                                  |
| характеристики                                       | «Кинг Джордж V»       | «Бисмарк»                        | «Литторио»                       | «Ришелье»                        | «Норт Кэролайн»           | «Саут Дакота»             | «Айова»                    | «Ямато»                          |
| Государство                                          | Великобритания        | Нацистская Германия              | Италия                           | Франция                          | Соединённые Штаты Америки | Соединённые Штаты Америки | Соединённые Штаты Америки  | Япония                           |
| Водоизмещение, стандартное/полное, т                 | 36 727/42 076         | 41 700/50 900                    | 40 724/45 236                    | 37 832/44 708                    | 37 486/44 379             | 37 970/44 519             | 48 425/57 540              | 63 200/72 810                    |
| Артиллерия главного калибра                          | 2×4 и 1×2 — 356-мм/45 | 4×2 — 380-мм/47                  | 3×3 — 381-мм/50                  | 2×4 — 380-мм/45                  | 3×3 — 406-мм/45           | 3×3 — 406-мм/45           | 3×3 — 406-мм/50            | 3×3 — 460-мм/45                  |
| Артиллерия вспомогательного калибра                  | 8×2 — 133-мм/50       | 6×2 — 150-мм/55, 8×2 — 105-мм/65 | 4×3 — 152-мм/55, 12×1 — 90-мм/50 | 3×3 — 152-мм/55, 6×2 — 100-мм/45 | 10×2 — 127-мм/38          | 8×2 — 127-мм/38           | 10×2 — 127-мм/38           | 4×3 — 155-мм/60, 6×2 — 127-мм/40 |
| Лёгкая зенитная артиллерия                           | 4×8 — 40-мм/40        | 8×2 — 37-мм, 12×1 — 20-мм        | 8×2 и 4×1 — 37-мм, 8×2 — 20-мм   | 4×2 — 37-мм                      | 4×4 — 28-мм               | 7×4 — 28-мм, 16×1 — 20-мм | 15×4 — 40-мм, 60×1 — 20-мм | 8×3 — 25-мм                      |
| Бронирование борта, мм.                              | 356 — 381             | 320                              | 70 + 280                         | 330                              | 305                       | 310                       | 307                        | 410                              |
| Бронирование палуб, мм                               | 127 — 152             | 50 — 80 + 80 — 95                | 45 + 90 — 162                    | 150 — 170 + 40                   | 37 + 140                  | 37 + 146—154              | 37 + 153—179               | 35 — 50 + 200—230                |
| Бронирование башен главного калибра, мм.             | 324 — 149             | 360 — 130                        | 350 — 150                        | 430 — 170                        | 406 — 178                 | 457 — 184                 | 432 — 184                  | 650 — 190                        |
| Бронирование боевой рубки, мм                        | 76 — 114              | 220 — 350                        | 260                              | 340                              | 406 — 373                 | 406 — 373                 | 440                        | до 500                           |
| Энергетическая установка, л. с.                      | 110 000               | 138 000                          | 130 000                          | 150 000                          | 121 000                   | 130 000                   | 212 000                    | 150 000                          |
| Максимальная скорость, узлы                          | 28,5                  | 29                               | 30                               | 31,5                             | 27,5                      | 27,5                      | 32,5                       | 27,5                             |

Компоновка энергетической установки «айов», по мнению многих экспертов, была превосходной. Эшелонная схема расположения повышала боевую устойчивость линкора. Этому способствовало и расположение котлов в четырёх отдельных котельных отделениях, а ГТЗА — в четырёх турбинных отделениях со сведением в носовую и кормовую группы по два отделения каждого типа. При этом внутри группы ГТЗА могли снабжаться паром от любого котла. Для достижения скорости 32,5 узла мощность главной энергетической установки «Айовы» по сравнению с «Саут Дакотой» была увеличена более чем в полтора раза — с 130 000 л. с. до 212 000 л. с. Конструкцию механизмов упростили, убрали турбины крейсерского хода, понизили давление пара в котлах с 40,6 до 39,7 атмосферы — эти мероприятия помогли снизить удельный вес машин на 19 % (с 24,89 кг/л. с. до 20,96 кг/л. с.).
В литературе встречаются различные оценки боевой эффективности линкоров типа «Айова». Линкоры всегда оценивались по трём основным составляющим — вооружению, защите и скорости хода. Больше всего вопросов вызывает защита американского линкора. Масла в огонь подлила дезинформация американцев, распространивших сведения о 457-мм поясе «Айов». После того, как были обнародованы реальные данные о толщине броневого пояса, зарубежные авторы, ранее расхваливавшие «Айову», ударились в другую крайность и стали оценивать бронирование американского линкора как отвратительное. Вместе с тем толщина главного пояса и горизонтального бронирования была на уровне других линкоров и обеспечивала достаточно неплохую зону свободного маневрирования (ЗСМ). По расчётам, основанным на эмпирических формулах, применявшихся на флоте США в конце 1930-х годов, ЗСМ «Айовы» под обстрелом 406-м/45 орудий Mk.6 составляла 16,1—28,5 км для 1016-кг снаряда Mk.5 и 18,5—23,3 км — для 1225-кг снаряда Мк.8. Под обстрелом собственных 406-мм/50 калиберных орудий Mk.7 эти значения уменьшаются до 19,84—29,35 км для снаряда Mk.5 и 21,58—25,05 км для снаряда Mk.8. Величины зон неуязвимости оценивались специалистами как очень хорошие, особенно учитывая то обстоятельство, что под огнём европейских линкоров эти диапазоны были значительно шире. Традиционно сильным было бронирование башен главного калибра и барбетов. Наиболее слабым местом американских линкоров была подводная защита. Из-за ограничений по ширине Панамского канала её не получилось сделать оптимальной глубины. Хуже этот показатель был только у откровенно слабого в этом отношении британского «Кинг Джорджа». У немецкого «Бисмарка» она была сопоставимой, а у французского «Ришельё» и итальянского «Литторио» значительно больше — 7 и 7,4 м соответственно. Однако самой большой проблемой стал выбор неэффективной конструкции противоторпедной защиты. Противоторпедная переборка играла одновременно роль внутреннего броневого пояса и обеспечивала хорошую защиту от поднырнувших снарядов. Но для противоторпедной переборки важным параметром была «эластичность» — способность деформироваться под воздействием взрыва, поглощая его энергию. Этого имевшийся жёсткий пояс обеспечить не мог, и потому по результатам исследований, проведённых в 1939 году, специалисты пришли к выводу, что конструкция подводной защиты ранее построенных линкоров типа «Норт Кэролайн» была эффективнее. В любом случае даже расчётное значение стойкости системы ПТЗ в 317 кг ТНТ было неадекватным для применявшихся на Тихом океане японских 610-мм торпед с вдвое большим значением в 780 кг TNA (тринитроанизол с тротиловым эквивалентом 1,06). К счастью для американских линкоров, им не довелось испытать стойкость подводной защиты при боевых повреждениях.
Вооружение же «Айов» было очень мощным — заметно лучше, чем у любого европейского линкора, и по мощности уступавшее только 460-мм орудиям японского «Ямато». Зато американская система управления огнём, особенно с учётом совершенных артиллерийских радаров, в концы войны считалась лучшей в мире, что позволяло вести достаточно эффективный огонь на дальних дистанциях, на которые и были рассчитаны тяжёлые 1225-кг снаряды американских линкоров. При этом европейские линкоры вообще были плохо защищены от огня американского орудия. За счёт большей начальной скорости 50-калиберные орудия «Айов» Mk.7 не имели недостатка орудий Mk.6 «Саут Дакоты» и обладали хорошей пробиваемостью вертикальной брони. При этом при использовании пониженного заряда их баллистика была подобна орудиям «Саут Дакот», способных буквально проламывать палубы линкоров противника. Например, британский «Кинг Джордж» вообще не имел ЗСМ против американских снарядов. Выше всяких похвал была зенитная артиллерия. Американцы сделали ставку на универсальную артиллерию среднего калибра и не прогадали. 127-мм установки под управлением КДП Mk.38 всеми специалистами признаются как лучшее решение для периода Второй мировой войны, хорошо справлявшееся со стрельбой как по надводным, так и по воздушным целям. Если на момент проектирования малое зенитное вооружение было недостаточным, то в процессе войны оно было значительно усилено за счёт установки многочисленных «бофорсов» и «эрликонов». С учётом прекрасных радаров и средств управления огнём зенитное вооружение «Айов» заслужило очень высоких оценок. США к концу войну являлись бесспорным лидером в области радиоэлектронного вооружения, поэтому радиолокационные средства линкоров типа «Айова» считались для своего времени лучшими в мире.
«Айова», согласно С. А. Балакину, считается и самым быстрым линкором, развив скорость на 1,5 узла больше, чем у европейского «рекордсмена» «Витторио Венето».
Критики «Айовы» считают, что в сражении один на один с японским «Ямато» у неё не было бы шансов. Но даже если допустить вероятность встречи этих линкоров в чисто артиллерийской дуэли один на один, шансы выйти победителем у «Айовы» всё же есть. Благодаря преимуществу в скорости в 6 узлов американский линкор смог бы выдерживать выгодную ему дальнюю дистанцию боя. На дальности примерно в 30 км в силу более совершенных систем управления такой огонь был бы достаточно эффективным. На большой дистанции 1225-кг снаряд «Айовы» не смогла бы выдержать и 200-мм палуба «Ямато». К тому же артиллерийские бои Второй мировой войны показали, что боевая устойчивость корабля зависит не столько от его возможности держаться на плаву, сколько в способности вести огонь. Гибель «Бисмарка» продемонстрировала, что линкор может лишиться своей артиллерии и шансов на победу даже без пробития броневого пояса. Эффективность же артиллерийского огня зависит от целостности «нежных» РЛС и приборов на надстройках, защитить которые толстой бронёй физически невозможно. Поэтому ряд специалистов считает, что при поддержании дальней дистанция боя у «Айовы» в бою с «Ямато» были бы неплохие шансы на победу.
По вооружению и защите «Айовы» мало отличались от типа «Саут Дакота», и основным аргументом критиков является то, что 10-тысячетонная прибавка в водоизмещении пошла только на 6-узловую прибавку к скорости, что выглядит явно нерационально. Но фактически бронирование «Айов» находилось «на уровне» других «вашингтонских» линкоров и выглядит ничуть не хуже заслужившего высокую оценку «Бисмарка», а по вооружению и скорости хода американский линкор находится в явных лидерах. Понятно, что всё это получено благодаря бо́льшему водоизмещению. Хорошо спроектированный 45-тысячетонный линкор будет очевидно лучше 35-тысячетонного. Фактически построить линкоры без учёта ограничений Вашингтонского договора смогли только японцы (два линкора типа «Ямато») и США. В определённом смысле к линкорам, построенным без договорных ограничений, относится и британский «Вэнгард», однако он был экспромтом в попытке как можно быстрее получить линкор и страдал от заложенных в проекте компромиссов. Поэтому закономерно, что «Айова» имеет преимущества по сравнению с линкорами меньшего водоизмещения и, заслуживая высокую оценку по комплексу характеристик, по праву может называться одним из лучших линкоров Второй мировой войны.
При этом в реальной истории американским линкорам редко доводилось участвовать в артиллерийских дуэлях с линкорами противника. Сражения на Тихом океане показали, что значение линкоров сходит на нет и на первую роль вышла палубная авиация. Благодаря хорошей защищённости и мощному зенитному вооружению линкоры чаще использовались в качестве основы ордера ПВО авианосных соединений. «Вашингтон» и «Саут Дакота» обладали существенным недостатком — с их 27-узловым ходом они плохо вписывались в быстроходное авианосное соединение, отставая от авианосцев и крейсеров, способных развивать скорость в 33 узла. В отличие от них быстроходные «Айовы» идеально подходили на роль сопровождающих авианосцы линкоров.
Несмотря на высокую оценку, ценность «Айов» на момент вступления в строй была уже невелика. Основной ударной силой на Тихом океане стали авианосцы, вероятность генерального сражения линейных сил была исчезающе мала, и потому закономерно, что японские гиганты «Ямато» и «Мусаси» были потоплены американской палубной авиацией ещё до того, как стали известны их реальные характеристики. Понятно, что после войны, особенно учитывая быстрый прогресс реактивной авиации, линкоры без особого сожаления были выведены в резерв.
В 1980-е годы опять возникла идея возрождения линкора как средства ведения огня по берегу. Считалось, что в войне за Фолклендские острова британцам очень не хватало корабля с крупнокалиберной артиллерией. Американцы заново ввели в строй свои четыре линкора, считая, по словам американского секретаря флота Дж. Лемана, что «это самый быстрый и дешёвый способ увеличить наступательную мощь американского флота» и что «расконсервируя линкор, мы получаем мощный корабль по цене фрегата». Тем не менее, практика показала, что американцы прогадали. Стоимость модернизации превысила плановую, при этом эксплуатационные расходы оказались чрезмерными. Экипаж линкора из-за низкого, по сравнению с современными кораблями, уровня автоматизации процессов был в восемь раз больше, чем на фрегате УРО типа «Оливер Х.Перри». С учётом высокого уровня зарплат американских моряков содержание такого экипажа обходилось казне недёшево. Свою роль играли и прожорливые изношенные механизмы. Не удивительно, что линкоры достаточно быстро были выведены из эксплуатации, не прослужив запланированных 15 лет, а «Висконсин», например, и вовсе прослужил после расконсервации всего 3 года.